# کتاب‌شناسی احمد اقتداری
کتاب‌شناسی احمد اقتداری فهرستی است از نوشته‌های احمد اقتداری (۱۳۹۸–۱۳۰۴)، ایران‌شناس و تاریخ‌نگار ایرانی. اقتداری در موضوع جغرافیا، فرهنگ عامّه، زبان‌شناسی، ادبیات و سندشناسی آثار فراوان دارد.
نخستین کتاب اقتداری فرهنگ لارستانی بود که آن را به تأثیر از منوچهر ستوده نوشت. یکی از مشهورترین کتاب‌های او خلیج فارس نام دارد و مطالبی در باب آداب و رسوم خطهٔ خلیج فارس، تجارت و کشتی‌رانی در این منطقه و نام خلیج فارس در متون و نقشه‌ها را دربرمی‌گیرد. اقتداری در سال ۱۳۷۲، زندگی‌نامهٔ خودنوشت خود را با نام کاروان عمر منتشر کرد. همچنین او چندین اثر چاپ‌نشده دارد. مجموعه‌ای از مقالات اقتداری در کتاب کِشتهٔ خویش جمع‌آوری شده و به سال ۱۳۵۷ چاپ شده‌است. او همچنین با همکاری دیگران آثاری از شرق‌شناسان را به چاپ رسانده‌است. انتقال میراث علمی و نوشته‌های محمدعلی سدیدالسلطنه به کتابخانهٔ ملی، از شاخص‌ترین فعالیت‌های اقتداری است. اقتداری طبعی شاعرانه داشت و در اشعار معدودش به تلاش‌هایش در راه ایران‌شناسی، تجربه‌های اجتماعی و برخی اتفاقات زندگانی‌اش اشاره کرده‌است.
سبک تاریخ‌نگاری اقتداری برگرفته از سبک حقوقی است. دوران اوج کارهای اقتداری مصادف با دوران جنگ سرد است که اتفاقات مهمی در خلیج فارس رخ داده‌است. از این رو می‌توان آثار او را متناسب با نیازهای زمانه و جامعهٔ علمی ایران برشمرد. یکی دیگر از خصوصیات مهم نوشته‌های اقتداری، بیان اطلاعات دست اول و مطالبی است که در منابع مکتوب وجود ندارد. او برای این کار بارها در کرانه‌های خلیج فارس و دریای عمان به سفر پرداخت و سوژه‌هایش را از نزدیک دید. بیشترین نمود این سبک تاریخ‌نگاری را می‌توان در کتاب آثار شهرهای باستانی دنبال کرد.
اقتداری در سال ۱۳۸۷ کتابخانهٔ خود را به مرکز دائرةالمعارف بزرگ اسلامی اهدا کرد. این کتابخانه هم‌اکنون با نام «کتابخانهٔ خلیج فارس» در آن مرکز قرار دارد. این مجموعه، کتاب‌هایی در موضوعات ادبیات و تاریخ، دورهٔ کاملی از برخی مجلات و  عکس‌هایی است که او از جوامع و آثار مختلف برداشته‌است را شامل می‌شود.

## سبک و سیاق

### زمینه‌های فعالیت
اقتداری در زمینهٔ جغرافیا، فرهنگ عامه، زبان‌شناسی، ادبیات و سندشناسی آثار متعددی دارد. این در کنار ترجمه‌هایی است که با دخترش، امید اقتداری، منتشر کرده‌است. او نزدیک به ۳۰ کتاب و بالغ بر ۲۰۰ مقالهٔ علمی به چاپ رسانده‌است. در میان آثار او از تصحیح و انتشار دیوان شاعران و ترجمهٔ آثار تحقیقی نویسندگان و پژوهشگران غیرایرانی تا چاپ قصه‌های مثنوی معنوی و منطق‌الطیر و همچنین تحقیقات علمی در زمینهٔ لهجه‌شناسی، زبان و فرهنگ مناطق مختلف ایران دیده می‌شود. با این همه، دلیل عمدهٔ شهرت اقتداری، آثار و پژوهش‌هایش در حوزهٔ مطالعات خلیج فارس است. به باور خیراندیش، از هزار سال پیش تا زمان اقتداری، آثار کاملی دربارهٔ سواحل جنوب ایران وجود نداشته‌است و او اولین کسی است که آثارش را متمرکز به این قسمت‌ها کرده‌است.

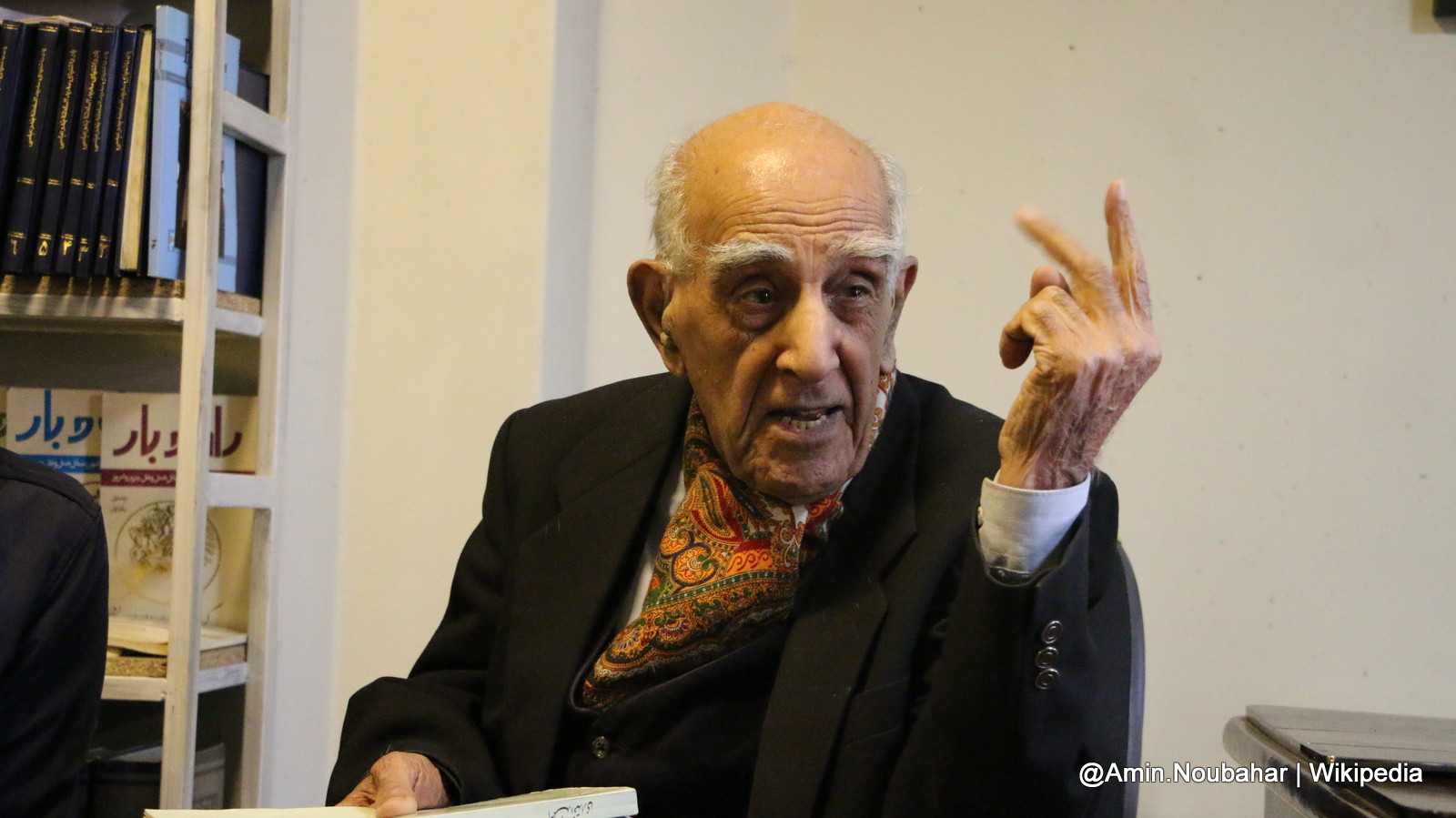
اقتداری در مرکز دائرة‌المعارف بزرگ اسلامی، ۱۳۹۵.

اقتداری نوشتن را با کتاب فرهنگ لارستانی آغاز کرد. او این کتاب را به تأثیر از منوچهر ستوده که در آن روزها مشغول تألیف کتاب فرهنگ گیلکی بود، نوشت. در همان سال کتاب لارستان کهن نیز منتشر شد و مورد توجه و استناد شرق‌شناسانی چون مینورسکی، فلور و اوبن قرار گرفت. کتاب خلیج فارس او، برگزیدهٔ جایزهٔ کمیسیون ملی یونسکو در ایران در سال ۱۳۴۶ شده‌است. این کتاب دربرگیرندهٔ مطالبی در باب آداب و رسوم خطهٔ خلیج فارس، تجارت و کشتی‌رانی در این منطقه، نام خلیج فارس در متون و نقشه‌ها، مداخلات انگلیس و روسیه در خلیج فارس، تأثیرات انقلاب مشروطه بر خلیج فارس و مطالبی از این قبیل است. همچنین در سال ۱۳۷۰ علی‌اکبر ولایتی، وزیر وقت امور خارجه، از کتاب تاریخ مسقط و عمان، بحرین و قطر و روابط آن‌ها با ایران تقدیر کرد. نوشته‌های اقتداری دربارهٔ آثار تاریخی خوزستان و بخشی‌هایی از فارس و نیز سواحل جنوبی ایران، که حاصل سفرهای پیاده و یادداشت‌برداری از آبادی‌ها و آثار تاریخی آن نواحی است و در قالب کتاب‌های دیار شهریاران و آثار شهرهای باستانی سواحل و جزایر خلیج فارس و دریای عمان به چاپ رسیده‌است، از جمله مهم‌ترین مواردی است که در کارنامهٔ او وجود دارد. اقتداری در سال ۱۳۷۲، زندگی‌نامهٔ خودنوشت خود را با نام کاروان عمر منتشر کرد که کتابی است در مورد خاطرات سیاسی و فرهنگی‌اش در سن ۷۰ سالگی. همچنین او چندین اثر چاپ‌نشده دارد. کتاب وقایع انقلاب مشروطیت در لارستان و سواحل خلیج فارس یکی از مهم‌ترین آثار چاپ‌نشدهٔ اقتداری است که به اهمیت شهرهای جنوب فارس در عصر قاجار و انقلاب مشروطیت می‌پردازد. او علاوه بر تألیف کتاب، نگارش مقاله‌های متعددی نیز در کارنامه دارد. بیشتر مقاله‌های او در مجله‌های یغما، راهنمای کتاب و آینده به چاپ رسیده‌است. کتاب کشتهٔ خویش که به سال ۱۳۵۷ توسط نشر توس منتشر شد، دربرگیرندهٔ ۵۰ عنوان از مقاله‌های پیش‌تر منتشرشدهٔ اقتداری است که به صورت یکجا بازنشر شده‌اند.
احمد اقتداری در زمینهٔ شعر و ادبیات نیز به فعالیت پرداخته‌است. او با چاپ دیوان شیدای گراشی و منظومهٔ عرفانی باغستان از رستم‌خان گراشی و همچنین مقدمه‌نویسی بر کتاب‌های شعر، علاقهٔ خود را به ادبیات نشان داده و به فعالیت در این عرصه پرداخته‌است. او با این که خود را شاعر نمی‌دانست، طبعی شاعرانه داشت و در اشعاری که به صورت پراکنده نوشته‌است، به مضامین مختلفی همچون تلاش‌هایش در راه ایران‌شناسی، تجربه‌های اجتماعی و برخی اتفاقات زندگانی‌اش اشاره کرده‌است. بلندترین شعر اقتداری، غزلی شانزده‌بیتی است که به مرور زمان سروده شده و «به وطنم، ایران» نام دارد.
انتقال میراث علمی و نوشته‌های محمدعلی سدیدالسلطنه به کتابخانهٔ ملی، از شاخص‌ترین فعالیت‌های اقتداری است. او سپس به تحقیق و تصحیح آثار سدیدالسلطنه پرداخت و حدود ۶ جلد از آن‌ها را به چاپ رساند. با این حال، هنوز آثاری چاپ‌نشده باقی مانده‌اند. همچنین در سال ۱۳۵۴ اقدام به برپایی نمایشگاه آثار سدیدالسلطنه در دانشگاه تهران نموده‌است.  او همچنین با همکاری و ترجمهٔ دخترش امید اقتداری و سعید فرهودی، اقدام به تحشیه و انتشار سه کتاب از شرق‌شناسان اروپایی و هندی کرده‌است.

### سبک
سبک تاریخ‌نگاری اقتداری برگرفته از سبک حقوقی است. در این سبک که در قرن هجدهم در اروپا مطرح بوده، سعی بر آن است که اخبار و اطلاعات تاریخی به مرحلهٔ اثبات و تبدیل‌شدن به شواهد محکمه‌پسند برسند؛ به گونه‌ای که بتوان غیر را مجاب به پذیرش آن کرد. دوران اوج کارهای اقتداری بین سال‌های ۱۳۲۰ تا ۱۳۶۰ و مصادف با دوران جنگ سرد است که اتفاقات مهمی در خلیج فارس رخ داده‌است. از این رو، عبدالرسول خیراندیش معتقد است آثار اقتداری متناسب با نیازهای زمانه و جامعهٔ علمی و در جهت تأمین منافع ملی و احقاق حقوق ایران خلق شده‌است. یکی دیگر از خصوصیات مهم که در سبک نوشته‌های تاریخی اقتداری به چشم می‌خورد، بیان اطلاعات دست اول و مطالبی است که در منابع مکتوب وجود ندارد و او آن‌ها را با مشاهدات مستقیم، مصاحبه و تحقیقات میدانی به دست آورده‌است. در واقع اقتداری هر چه را خوانده، با پای خود به سراغش رفته، دیده و به سپس به عنوان شاهد در آثارش منعکس کرده‌است. او برای این کار بارها در کرانه‌های شمالی و برخی از کرانه‌های جنوبی خلیج فارس و دریای عمان به سفر پرداخت و سوژه‌هایش را از نزدیک دید؛ سپس با دانش تاریخی‌اش و تسلطی که به زبان‌های انگلیسی و عربی داشت، مشاهداتش را با اسناد بین‌المللی تطبیق داد. بیشترین نمود این سبک تاریخ‌نگاری را می‌توان در کتاب آثار شهرهای باستانی دنبال کرد؛ جایی که اقتداری، رابطه و تعامل میان پدیده‌هایی چون دریا، ساحل، پس‌کرانه‌ها، جزیره‌ها، شهرها و فلات مرکزی ایران را با یک سبک واحد مورد تحقیق قرار داده‌است.

### کتابخانهٔ خلیج فارس
احمد اقتداری در سال ۱۳۸۷ حدود پنج هزار نسخه از کتاب‌ها، اسناد و تصاویری را که طی سالیان جمع‌آوری کرده بود، به مرکز دائرةالمعارف بزرگ اسلامی اهدا کرد. این کتابخانه هم‌اکنون با نام «کتابخانهٔ خلیج فارس» در مرکز دائرةالمعارف بزرگ اسلامی قرار دارد. این مجموعه ۲۱۵۶ عنوان کتاب، ۷۶ عنوان مجله و ۲۳۰۰ را دربردارد که کتاب‌هایی در موضوعات ادبیات و تاریخ و نیز دورهٔ کاملی از مجلات آینده، یغما، راه و بار و فرهنگ ایران‌زمین را شامل می‌شود. اقتداری استفاده از این کتاب‌ها را برای همگان مجاز دانسته و آن را منوط به نظارت آن مرکز کرده‌است. به عقیدهٔ سید صادق سجادی، ارزشمندتر از کتاب‌ها و مقالات موجود در این کتابخانه که اقتداری طی حدود ۸۰ سال گردآورده بود، عکس‌هایی است که او از جوامع، مساجد، خانه‌ها، رودها و غیره برداشته‌است. اهمیت عکس‌ها نیز به آن است که اکنون بسیاری از سوژه‌هایش از بین رفته‌اند و دیگر اثری از آن‌ها باقی نمانده‌است.

## فهرست آثار
راهنمای جداول: (      = کتاب‌های نوشتهٔ اقتداری،        = کتاب‌های ویراستهٔ اقتداری،        = کتاب‌های چاپ‌نشده،        = مقاله‌های چاپ‌شده،        = ترجمه‌ها،        = مدخل‌نویسی‌ها،        = مقدمه‌نویسی‌ها،        = گفتگوها،        = متن سخنرانی‌ها،        = نامه‌ها،        = یادداشت‌ها،        = شعرها،       ن/م = نامشخص)
اقتداری حاصل عمر خود را کتاب‌های و مقالاتی که نوشته یا تصحیح کرده و به چاپ رسانده توصیف می‌کند. آثار اقتداری را بر اساس نوع، می‌توان به کتاب‌ها (شامل کتاب‌های نوشته، ویراسته و چاپ‌نشده)، مقاله‌ها (شامل مقاله‌های تألیفی و ترجمه‌ها، مقدمه‌ها و مدخل‌نویسی‌ها)، گفت‌وگوها، متن سخنرانی‌ها، نامه‌ها، یادداشت‌ها و اشعار تقسیم کرد:

### کتاب‌ها

#### نوشته‌ها
| فهرست کتاب‌های نوشته و چاپ‌شدهٔ احمد اقتداری                  | فهرست کتاب‌های نوشته و چاپ‌شدهٔ احمد اقتداری | فهرست کتاب‌های نوشته و چاپ‌شدهٔ احمد اقتداری | فهرست کتاب‌های نوشته و چاپ‌شدهٔ احمد اقتداری | فهرست کتاب‌های نوشته و چاپ‌شدهٔ احمد اقتداری |
| عنوان                                                      | سال                                       | ناشر                                      | شابک                                      | توضیحات |
| ---------------------------------------------------------- | ----------------------------------------- | ----------------------------------------- | ----------------------------------------- | --- |
| فرهنگ لارستانی                                             | ۱۳۳۴                                      | فرهنگ ایران‌زمین                           | -                                         | این دو کتاب را نشر جهان معاصر در سال ۱۳۷۱ تحت عنوان لارستان کهن و فرهنگ لارستانی در یک جلد تجدید چاپ کرده‌است. |
| لارستان کهن                                                | ۱۳۳۴                                      | مؤلف                                      | -                                         | این دو کتاب را نشر جهان معاصر در سال ۱۳۷۱ تحت عنوان لارستان کهن و فرهنگ لارستانی در یک جلد تجدید چاپ کرده‌است. |
| خلیج فارس                                                  | ۱۳۴۵                                      | فرانکلین                                  | -                                         | این کتاب را سازمان کتاب‌های جیبی در سال ۱۳۵۶ و در قطع جیبی منتشر کرد؛ سپس نشر امیرکبیر آن را در نیمهٔ اول کتاب خلیج فارس از دیرباز تا کنون (۱۳۸۷) تجدید چاپ کرد. همچنین این کتاب برگزیدهٔ جایزهٔ ویژهٔ کمیسیون ملی یونسکو در ایران در سال ۱۳۴۶ شده‌است. |
| آثار شهرهای باستانی سواحل و جزایر خلیج فارس و دریای عمان   | ۱۳۴۸                                      | انجمن آثار ملی                            | -                                         | این کتاب را انجمن آثار و مفاخر فرهنگی در سال ۱۳۷۵ تجدید چاپ کرده‌است. |
| دیار شهریاران: آثار و بناهای تاریخی خوزستان                | ۱۳۵۴                                      | انجمن آثار ملی                            | شابک ‎۹۶۴-۵۷۷۲-۰۱                          | این کتاب در ۲ جلد چاپ شده‌است. انجمن آثار و مفاخر فرهنگی در سال ۱۳۷۵ آن را با عنوان آثار و بناهای تاریخی خوزستان تجدید چاپ کرده‌است. این کتاب، جلد اول و دوم از مجموعهٔ «آثار خوزستان» است.                                                          |
| کِشتهٔ خویش: مجموع پنجاه مقاله                               | ۱۳۵۷                                      | توس                                       | -                                         | - |
| خوزستان و کهگیلویه و ممسنی: جغرافیای تاریخی و آثار باستانی | ۱۳۵۹                                      | انجمن آثار ملی                            | -                                         | این کتاب را انجمن آثار و مفاخر فرهنگی در سال ۱۳۷۶ تجدید چاپ کرده‌است. این کتاب، جلد سوم از مجموعهٔ «آثار خوزستان» است. |
| از دریای پارس تا دریای چین                                 | ۱۳۶۳                                      | شرکت تحقیق و انتشار مسائل حمل‌ونقل ایران   | -                                         | این کتاب دربرگیرندهٔ متن سخنرانی‌های احمد اقتداری است. |
| بشنو از نی: ندای نی                                        | ۱۳۶۷                                      | دنیای کتاب                                | شابک ‎۹۶۴-۳۴۶-۲۳۸-۲                        | شامل قصه‌های دفتر اول و دوم مثنوی معنوی |
| بشنو از نی: نوای نی                                        | ۱۳۶۹                                      | دنیای کتاب                                | شابک ‎۹۶۴-۳۴۶-۲۳۹-۰                        | شامل قصه‌های دفتر سوم و چهارم مثنوی معنوی |
| بشنو از نی: نیاز نی                                        | ۱۳۶۹                                      | دنیای کتاب                                | شابک ‎۹۶۴-۳۴۶-۲۴۰-۴                        | شامل قصه‌های دفتر پنجم و ششم مثنوی معنوی |
| لارستان کهن و فرهنگ لارستانی                               | ۱۳۷۱                                      | جهان معاصر                                | -                                         | این کتاب، نسخهٔ ادغام‌شدهٔ دو کتاب فرهنگ لارستانی (۱۳۳۴) و لارستان کهن (۱۳۳۴) می‌باشد که مطالبی علاوه بر محتویات دو کتاب پیشین، به آن اضافه شده‌است.                                                                                                   |
| کاروان عمر: خاطرات سیاسی و فرهنگی هفتاد سال عمر            | ۱۳۷۲                                      | مؤلف                                      | -                                         | خودزندگی‌نامهٔ احمد اقتداری که در سال ۱۳۷۰ نوشته شده‌است. |
| سایهٔ سیمرغ: داستان‌های منطق‌الطیر فریدالدین عطار نیشابوری    | ۱۳۸۱                                      | قطره                                      | شابک ‎۹۶۴-۳۴۱-۱۹۸-۲                        | - |
| زبان لارستانی                                              | ۱۳۸۴                                      | همسایه                                    | شابک ‎۹۶۴-۶۱۹۹-۵۳-۴                        | شامل مقاله‌هایی در موضوع زبان‌شناسی که توسط صادق رحمانی گردآوری شده‌اند. |
| خلیج فارس از دیرباز تا کنون                                | ۱۳۸۷                                      | امیرکبیر                                  | شابک ‎۹۷۸-۹۶۴-۰۰-۱۱۵۸-۴                    | نیمهٔ اول این کتاب، شامل مطالب کتاب خلیج فارس (۱۳۴۵) است. |
| درد، درمان و دارو در باورهای مردم جنوب ایران               | ۱۳۸۸                                      | حقوقی                                     | شابک ‎۹۷۸-۹۶۴-۷۲۷۷-۴۰-۲                    | - |
| دولت عشق: اسرار عشق و عرفان در تخت جمشید ایران             | ۱۳۹۲                                      | بنیاد موقوفات دکتر محمود افشار            | شابک ‎۹۷۸-۶۰۰-۵۹۴۲-۳۰-۹                    | - |
| گناه نابخشودنی جدایی بحرین از ایران: رفراندوم دروغین       | ۱۳۹۹                                      | مرکز دائرةالمعارف بزرگ اسلامی             | شابک ‎۹۷۸-۶۲۲-۹۵۶۰۴-۶-۴                    | این کتاب پس از درگذشت اقتداری و به کوشش امیرحسین مرادخانی چاپ شده‌است. |

#### ویراسته‌ها
| فهرست کتاب‌های ویراسته و چاپ‌شدهٔ احمد اقتداری                  | فهرست کتاب‌های ویراسته و چاپ‌شدهٔ احمد اقتداری | فهرست کتاب‌های ویراسته و چاپ‌شدهٔ احمد اقتداری | فهرست کتاب‌های ویراسته و چاپ‌شدهٔ احمد اقتداری | فهرست کتاب‌های ویراسته و چاپ‌شدهٔ احمد اقتداری | فهرست کتاب‌های ویراسته و چاپ‌شدهٔ احمد اقتداری |
| عنوان                                                        | سال                                         | نویسنده                                     | ناشر                                        | شابک                                        | توضیحات |
| ------------------------------------------------------------ | ------------------------------------------- | ------------------------------------------- | ------------------------------------------- | ------------------------------------------- | --- |
| بندرعباس و خلیج فارس                                         | ۱۳۴۲                                        | محمدعلی سدیدالسلطنه                         | ابن سینا                                    | شابک ‎۹۷۸-۹۶۴-۳۴۶-۳۳۱-۱                      | این کتاب را نشر دنیای کتاب در سال ۱۳۶۳ با همین عنوان و در سال ۱۳۹۵ با عنوان تاریخ بندرعباس و خلیج فارس تجدید چاپ کرده‌است. تصحیح و تحشیه توسط اقتداری.                       |
| ارجان و کهگیلویه: از فتح عرب تا پایان دورهٔ صفوی              | ۱۳۵۹                                        | هاینتس گاوبه                                | انجمن آثار ملی                              | -                                           | این کتاب با ترجمه از آلمانی توسط سعید فرهودی و به تصحیح و تحشیهٔ احمد اقتداری به چاپ رسیده‌است. این کتاب، جلد چهارم و آخر از مجموعهٔ «آثار خوزستان» است.                       |
| سفرنامهٔ سدیدالسلطنه                                          | ۱۳۶۲                                        | محمدعلی سدیدالسلطنه                         | به‌نشر                                       | شابک ‎۹۷۸-۶۰۰-۵۹۴۲-۳۷-۸                      | این کتاب را بنیاد موقوفات دکتر محمود افشار در سال ۱۳۹۳ تجدید چاپ کرده‌است. تصحیح و تحشیه توسط اقتداری.                                                                       |
| تاریخ مسقط و عمان، بحرین و قطر و روابط آن‌ها با ایران         | ۱۳۷۰                                        | محمدعلی سدیدالسلطنه                         | دنیای کتاب                                  | -                                           | علاوه بر تحشیهٔ کتاب توسط اقتداری، تحقیقات او نیز در دوازده پیوست در این کتاب چاپ شده‌است.                                                                                    |
| سرگذشت کشتی‌رانی ایرانیان از دیرباز تا قرن شانزدهم میلادی     | ۱۳۷۱                                        | هادی حسن                                    | به‌نشر                                       | شابک ‎۹۷۸-۹۶۴-۰۰-۱۱۲۱-۸                      | این کتاب به کوشش و تحشیهٔ احمد اقتداری و با ترجمهٔ دخترش امید اقتداری از انگلیسی، به چاپ رسیده‌است. همچنین انتشارات امیرکبیر آن را در سال ۱۳۸۶ تجدید چاپ کرده‌است.              |
| سرزمین‌های شمالی پیرامون خلیج فارس و دریای عمان در صد سال پیش | ۱۳۷۱                                        | محمدعلی سدیدالسلطنه                         | جهان معاصر                                  | شابک ‎۹۷۸-۹۶۴-۰۰-۱۰۹۲-۱                      | این کتاب را انتشارات امیرکبیر در سال ۱۳۸۶ تجدید چاپ کرده‌است. تحشیه توسط اقتداری.                                                                                            |
| آیین‌های دریانوردی کهن در اقیانوس هند و خلیج فارس             | ۱۳۷۲                                        | احمد بن ماجد بندرکنگی                       | انجمن آثار و مفاخر فرهنگی                   | -                                           | این کتاب را امید اقتداری از روی نسخهٔ انگلیسی ترجمه کرده و احمد اقتداری با نسخهٔ اصلی عربی تطبیق داده و تحشیه کرده‌است.                                                        |
| دیوان شیدای گراشی و منتخبی از باغستان حاج رستم‌خان گراشی      | ۱۳۷۶                                        | شیدای گراشی                                 | همسایه                                      | شابک ‎۹۶۴-۶۱۹۹-۲۰-۸                          | قسمت پایانی این کتاب، شامل منتخبی از کتاب باغستان اثر رستم‌خان گراشی است. |
| صید مروارید                                                  | ۱۳۸۱                                        | محمدعلی سدیدالسلطنه                         | سازمان میراث فرهنگی                         | شابک ‎۹۶۴-۷۴۸۳-۴۱-۲                          | این کتاب را مرکز پژوهشی میراث مکتوب در سال ۱۳۹۶ تجدید چاپ کرده‌است. |
| یادداشت‌های سدید                                              | ۱۳۸۱                                        | محمدعلی سدیدالسلطنه                         | سازمان میراث فرهنگی                         | شابک ‎۹۶۴-۷۴۸۳-۴۸-۱                          | - |
| گل و برگ: تفسیر سورهٔ مبارکهٔ مائده از قرآن کریم               | ۱۳۸۸                                        | رستم‌خان گراشی                               | همسایه                                      | شابک ‎۹۷۸-۶۰۰-۵۲۸۱-۱۱-۸                      | این کتاب دربرگیرندهٔ ترجمهٔ عربی به فارسیِ تفسیر سورهٔ مائده از کتاب البرهان فی تفسیر القرآن، نوشتهٔ سید هاشم بحرانی است که احمد اقتداری آن را از روی نسخهٔ خطی به چاپ رسانده‌است. |

#### چاپ‌نشده
| فهرست کتاب‌های چاپ‌نشدهٔ احمد اقتداری                | فهرست کتاب‌های چاپ‌نشدهٔ احمد اقتداری | فهرست کتاب‌های چاپ‌نشدهٔ احمد اقتداری |
| عنوان                                             | نوع/گونه                           | نویسنده                            |
| ------------------------------------------------- | ---------------------------------- | ---------------------------------- |
| آتشکدهٔ کاریان و آتشکده‌های فارس                    | نوشته                              | احمد اقتداری                       |
| آخرین ترانه‌ها                                     | ویراسته (گردآوری)                  | -                                  |
| از نقش و نگار در و دیوار شکسته                    | نوشته                              | احمد اقتداری                       |
| اندوه اندیشه‌ها: تألمات و تفکرات                   | نوشته                              | احمد اقتداری                       |
| ایرانیان از طوفان شکست خوردند نه از یونان         | نوشته                              | احمد اقتداری                       |
| تصوف در سواحل خلیج فارس و شاعران منطقه            | نوشته                              | احمد اقتداری                       |
| چرا ایرانیان شیعه شدند                            | نوشته                              | احمد اقتداری                       |
| چنین گفت فردوسی پاکزاد                            | نوشته                              | احمد اقتداری                       |
| حدیث آرزومندی                                     | نوشته                              | احمد اقتداری                       |
| خاکستر: خاکستری برجای‌مانده از آتش کاروان عمر      | نوشته                              | احمد اقتداری                       |
| داس مه نو: مجموع پنجاه مقاله                      | نوشته                              | احمد اقتداری                       |
| دیوان احمدخان سدیدالدولهٔ بندرعباسی                | ویراسته (تحشیه)                    | احمدخان سدیدالدوله                 |
| زشت و زیبا: خاطرات سفر به آمریکا و کانادا         | نوشته                              | احمد اقتداری                       |
| سوگ‌نامهٔ ایرج افشار                                | نوشته                              | احمد اقتداری                       |
| کهن‌دیار یار                                       | نوشته                              | احمد اقتداری                       |
| مزرع سبز فلک: مجموع پنجاه مقاله                   | نوشته                              | احمد اقتداری                       |
| مشوش‌نامه                                          | ویراسته (تحشیه)                    | محمدعلی سدیدالسلطنه                |
| نامه‌ها: از دانشمندان به دانشمندان                 | ویراسته (گردآوری)                  | -                                  |
| وقایع انقلاب مشروطیت در لارستان و سواحل خلیج فارس | نوشته                              | احمد اقتداری                       |
| هم‌زیستی مسالمت‌آمیز                                | نوشته                              | احمد اقتداری                       |
| هنگام درو: مجموع پنجاه مقاله                      | نوشته                              | احمد اقتداری                       |

### مقاله‌ها

#### چاپ‌شده
| فهرست مقاله‌های چاپ‌شدهٔ احمد اقتداری                                          | فهرست مقاله‌های چاپ‌شدهٔ احمد اقتداری | فهرست مقاله‌های چاپ‌شدهٔ احمد اقتداری                                 | فهرست مقاله‌های چاپ‌شدهٔ احمد اقتداری | فهرست مقاله‌های چاپ‌شدهٔ احمد اقتداری | فهرست مقاله‌های چاپ‌شدهٔ احمد اقتداری | فهرست مقاله‌های چاپ‌شدهٔ احمد اقتداری                                                                         |
| عنوان                                                                       | سال چاپ                            | مجله/کتاب                                                          | شماره/جلد                          | شماره/جلد                          | بازنشر | توضیحات |
| عنوان                                                                       | سال چاپ                            | مجله/کتاب                                                          | د                                  | ش                                  | بازنشر | توضیحات |
| --------------------------------------------------------------------------- | ---------------------------------- | ------------------------------------------------------------------ | ---------------------------------- | ---------------------------------- | --- | --- |
| «مثل‌های لارستانی»                                                           | ۱۳۳۳                               | فرهنگ ایران‌زمین                                                    | ۱                                  | ۲                                  | کشتهٔ خویش (۱۳۵۷) لارستان کهن و فرهنگ لارستانی (۱۳۷۱) زبان لارستانی (۱۳۸۴) | - |
| «متن یک نامه به لهجهٔ لاری»                                                  | ۱۳۳۴                               | فرهنگ لارستانی                                                     | -                                  | -                                  | زبان لارستانی (۱۳۸۴) | - |
| «نکته‌های دستوری در لهجه‌های لارستان»                                         | ۱۳۳۴                               | فرهنگ لارستانی                                                     | -                                  | -                                  | زبان لارستانی (۱۳۸۴) | - |
| «اسرار دفاع»                                                                | ۱۳۴۰                               | راهنمای کتاب                                                       | ۴                                  | ن/م                                | کشتهٔ خویش (۱۳۵۷) | - |
| «تویست داغم کن!»                                                            | ۱۳۴۱                               | راهنمای کتاب                                                       | ۵                                  | ن/م                                | کشتهٔ خویش (۱۳۵۷) | - |
| «امام‌قلی‌خان»                                                                | دی ۱۳۴۲                            | قهرمانان تاریخ ایران                                               | -                                  | -                                  | کشتهٔ خویش (۱۳۵۷) | - |
| «زبان‌های محلی و فولکلور خلیج فارس»                                          | ۱۳۴۲                               | سمینار خلیج فارس                                                   | جلد ۲                              | جلد ۲                              | کشتهٔ خویش (۱۳۵۷) مجموعه مقالات سومین سمینار بررسی مسائل خلیج فارس (۱۳۶۹) زبان لارستانی (۱۳۸۴) | ارائه در سمینار خلیج فارس، مهر ۱۳۴۱.                                                                       |
| «اصطلاحات کشتی در جنوب ایران و رسالهٔ اوزان چو»                              | ۱۳۴۲                               | فرهنگ ایران‌زمین                                                    | ۱                                  | ۱۱                                 | کشتهٔ خویش (۱۳۵۷) | شامل دو رساله از محمدعلی سدیدالسلطنه با مقدمهٔ اقتداری                                                      |
| «لهجهٔ فیشوری»                                                               | ۱۳۴۲                               | فرهنگ ایران‌زمین                                                    | ۱                                  | ۱۱                                 | کشتهٔ خویش (۱۳۵۷) لارستان کهن و فرهنگ لارستانی (۱۳۷۱) زبان لارستانی (۱۳۸۴) | - |
| «خلیج فارس و نام آن»                                                        | بهمن و اسفند ۱۳۴۳                  | کانون وکلا                                                         | پیاپی ۹۴                           | پیاپی ۹۴                           | کشتهٔ خویش (۱۳۵۷) پژوهش‌نامهٔ خلیج فارس: ضمیمهٔ کتاب ماه تاریخ و جغرافیا، شمارهٔ ۸۶ و ۸۷ (۱۳۸۴) خلیج فارس از دیرباز تا کنون (۱۳۸۷) اطلاعات سیاسی - اقتصادی (فروردین و اردیبهشت ۱۳۸۹) پژوهش‌نامهٔ خلیج فارس، دفتر اول و دوم (۱۳۹۰) | ارائه در دومین همایش ملی ایران‌شناسی، دی ۱۳۸۳.                                                              |
| «فرمانی از شاه‌طهماسب صفوی دربارهٔ صابون‌خانه‌های نیریز»                        | ۱۳۴۳                               | فرهنگ ایران‌زمین                                                    | ۱                                  | ۱۲                                 | - | - |
| «قصه‌های کوچهٔ دل‌بخواه»                                                       | خرداد و تیر ۱۳۴۸                   | راهنمای کتاب                                                       | ۱۲                                 | ۳ و ۴                              | کشتهٔ خویش (۱۳۵۷) | - |
| «گذری به هند»                                                               | ۱۳۴۸                               | راهنمای کتاب                                                       | ۱۲                                 | ن/م                                | کشتهٔ خویش (۱۳۵۷) | - |
| «تاریخ و جغرافیای خلیج فارس»                                                | ۱۳۴۸                               | راهنمای کتاب                                                       | ۱۲                                 | ن/م                                | کشتهٔ خویش (۱۳۵۷) | - |
| «نگاهی به هنر معماری ایران»                                                 | فروردین و اردیبهشت ۱۳۴۹            | راهنمای کتاب                                                       | ۱۳                                 | ۱ و ۲                              | کشتهٔ خویش (۱۳۵۷) | - |
| «خلیج فارس: آشنایی با امارات آن»                                            | مرداد تا مهر ۱۳۴۹                  | راهنمای کتاب                                                       | ۱۳                                 | ۵ تا ۷                             | کشتهٔ خویش (۱۳۵۷) | - |
| «یادگارهای یزد»                                                             | مرداد ۱۳۴۹                         | یغما                                                               | ۲۳                                 | ۵                                  | کشتهٔ خویش (۱۳۵۷) | - |
| «سفرنامهٔ پیترو دلا واله»                                                    | ۱۳۵۰                               | راهنمای کتاب                                                       | ۱۴                                 | ن/م                                | کشتهٔ خویش (۱۳۵۷) | - |
| «ترانهٔ «اسمُش نادُنُم» در لهجهٔ بستکی»                                          | مهر ۱۳۵۰                           | نامهٔ مینوی                                                         | -                                  | -                                  | کشتهٔ خویش (۱۳۵۷) لارستان کهن و فرهنگ لارستانی (۱۳۷۱) زبان لارستانی (۱۳۸۴) | - |
| «وفات سلطانعلی سلطانی شیخ‌الاسلامی»                                          | ۱۳۵۱                               | راهنمای کتاب                                                       | ۱۵                                 | ن/م                                | کشتهٔ خویش (۱۳۵۷) | - |
| «دریانوردی ایرانیان»                                                        | ۱۳۵۲                               | راهنمای کتاب                                                       | ۱۶                                 | ن/م                                | کشتهٔ خویش (۱۳۵۷) | - |
| «تاریخ جهانگیریه و بنی‌عباسیان بستک»                                         | ۱۳۵۲                               | راهنمای کتاب                                                       | ۱۶                                 | ن/م                                | کشتهٔ خویش (۱۳۵۷) | - |
| «خنج-مخ»                                                                    | ۱۳۵۲                               | راهنمای کتاب                                                       | ۱۶                                 | ن/م                                | کشتهٔ خویش (۱۳۵۷) زبان لارستانی (۱۳۸۴) | - |
| «مجسمهٔ سنگی زیگورات ایلامی در گتوند شوشتر و جام مرمرین ساسانی»              | ۱۳۵۲                               | راهنمای کتاب                                                       | ۱۶                                 | ن/م                                | کشتهٔ خویش (۱۳۵۷) | - |
| «جای پای اسکندر»                                                            | فروردین تا خرداد ۱۳۵۳              | راهنمای کتاب                                                       | ۱۷                                 | ۱ تا ۳                             | کشتهٔ خویش (۱۳۵۷) | - |
| ن/م                                                                         | ۱۳۵۳                               | مجموعه مقالات چهارمین کنگرهٔ تحقیقات ایرانی                         | ن/م                                | ن/م                                | - | [ ۵۱ ] |
| «محمدعلی سدیدالسلطنهٔ کبابی بندرعباسی»                                       | ۱۳۵۴                               | راهنمای کتاب                                                       | ۱۸                                 | ن/م                                | کشتهٔ خویش (۱۳۵۷) | - |
| «تحقیقی دربارهٔ محل گور یعقوب لیث صفاری»                                     | مرداد ۱۳۵۴                         | مجموعه مقالات پنجمین کنگرهٔ تحقیقات ایرانی                          | جلد ۱                              | جلد ۱                              | دیار شهریاران، جلد ۲ (۱۳۵۴) کشتهٔ خویش (۱۳۵۷) | ارائه در پنجمین کنگرهٔ تحقیقات ایرانی، شهریور ۱۳۵۳.                                                         |
| «سبک ساختمان میل‌های مضرس در جنوب ایران»                                     | آذر ۱۳۵۴                           | مجموعه خطابه‌های نخستین کنگرهٔ تحقیقات ایرانی                        | جلد ۳                              | جلد ۳                              | کشتهٔ خویش (۱۳۵۷) | ارائه در نخستین کنگرهٔ تحقیقات ایرانی، شهریور ۱۳۴۹.                                                         |
| «نشانه‌های پرستش «تیر و ناهید»، ایزدان کهن ایرانی»                           | آذر و دی ۱۳۵۴                      | بررسی‌های تاریخی                                                    | ۱۰                                 | ۵                                  | کشتهٔ خویش (۱۳۵۷) | - |
| «دربارهٔ ریشه‌شناسی برخی نام‌های جغرافیایی خوزستان»                            | ۱۳۵۴                               | دیار شهریاران                                                      | جلد ۲                              | جلد ۲                              | - | - |
| «از نقش و نگار در و دیوار شکسته»                                            | ۱۳۵۴                               | دیار شهریاران                                                      | جلد ۲                              | جلد ۲                              | - | - |
| «یادگاری از دیدار با جمال‌زاده»                                              | فروردین تا خرداد ۱۳۵۵              | راهنمای کتاب                                                       | ۱۹                                 | ۱ تا ۳                             | کشتهٔ خویش (۱۳۵۷) | سال نوزدهم، شمارهٔ ۱ تا ۳.                                                                                  |
| «نامی از پاریز و یادی از کرمان»                                             | اردیبهشت ۱۳۵۵                      | یغما                                                               | ۲۹                                 | ۲                                  | کشتهٔ خویش (۱۳۵۷) | - |
| «اسناد فارسی، عربی و ترکی در آرشیو ملی پرتغال دربارهٔ هرموز و خلیج فارس»     | تیر تا شهریور ۱۳۵۵                 | راهنمای کتاب                                                       | ۱۹                                 | ۴ تا ۶                             | کشتهٔ خویش (۱۳۵۷) | سال نوزدهم، شمارهٔ ۴ تا ۶.                                                                                  |
| «واقعیت تمدن غرب و حقیقت تمدن شرق»                                          | بهمن ۱۳۵۵                          | یغما                                                               | ۲۹                                 | ۱۱                                 | کشتهٔ خویش (۱۳۵۷) | - |
| «پیوند عشق میان شرق و غرب»                                                  | بهمن و اسفند ۱۳۵۵                  | راهنمای کتاب                                                       | ۱۹                                 | ۱۱ و ۱۲                            | کشتهٔ خویش (۱۳۵۷) | سال نوزدهم، شمارهٔ ۱۱ و ۱۲.                                                                                 |
| «نظری به سفرهای ناصرخسرو در جنوب ایران و سواحل خلیج فارس»                   | ۱۳۵۵                               | یادنامهٔ ناصرخسرو                                                   | -                                  | -                                  | کشتهٔ خویش (۱۳۵۷) | ارائه در کنگرهٔ بین‌المللی ناصرخسرو، شهریور ۱۳۵۳.                                                            |
| «تهاجم»                                                                     | مرداد تا مهر ۱۳۵۶                  | راهنمای کتاب                                                       | ۲۰                                 | ۵ تا ۷                             | کشتهٔ خویش (۱۳۵۷) | - |
| «تاریخ نیشابور»                                                             | آبان تا دی ۱۳۵۶                    | راهنمای کتاب                                                       | ۲۰                                 | ۸ تا ۱۰                            | کشتهٔ خویش (۱۳۵۷) | - |
| «بشکرد، بشاکرد، بشکال»                                                      | آذر ۱۳۵۶                           | گوهر                                                               | پیاپی ۵۷                           | پیاپی ۵۷                           | کشتهٔ خویش (۱۳۵۷) هشتمین کنگرهٔ تحقیقات ایرانی، دفتر دوم (۱۳۵۸) | ارائه در هشتمین کنگرهٔ تحقیقات ایرانی در کرمان، ۲۷ شهریور ۱۳۵۶.                                             |
| «صنعتی، نویسنده‌ای از کرمان»                                                 | آذر ۱۳۵۶                           | یغما                                                               | ۳۰                                 | ۹                                  | سی گفتار دربارهٔ کرمان (۱۳۵۷) کشتهٔ خویش (۱۳۵۷) کرمان در قلمرو تحقیقات ایرانی (۱۳۷۰) فصل‌نامهٔ کرمان (پاییز و زمستان ۱۳۷۱) | ارائه در هشتمین کنگرهٔ تحقیقات ایرانی در کرمان، ۳۰ شهریور ۱۳۵۶.                                             |
| «هرموز و جنگ دریایی امام‌قلی‌خان، سردار شاه‌عباس»                              | آذر و دی ۱۳۵۶                      | بررسی‌های تاریخی                                                    | ۱۲                                 | ۵                                  | کشتهٔ خویش (۱۳۵۷) مجموعه مقالات سومین سمینار بررسی مسائل خلیج فارس (۱۳۶۹) | این مقاله در دو بخش منتشر شده‌است.                                                                          |
| «هرموز و جنگ دریایی امام‌قلی‌خان، سردار شاه‌عباس»                              | بهمن و اسفند ۱۳۵۶                  | بررسی‌های تاریخی                                                    | ۱۲                                 | ۶                                  | کشتهٔ خویش (۱۳۵۷) مجموعه مقالات سومین سمینار بررسی مسائل خلیج فارس (۱۳۶۹) | این مقاله در دو بخش منتشر شده‌است.                                                                          |
| «شصتم و هفتادم»                                                             | بهمن و اسفند ۱۳۵۶                  | گوهر                                                               | پیاپی ۵۹ و ۶۰                      | پیاپی ۵۹ و ۶۰                      | کشتهٔ خویش (۱۳۵۷) | - |
| ««باغستان» حاجی رستم‌خان گراشی»                                              | ۱۳۵۶                               | یادگارنامهٔ حبیب یغمایی                                             | -                                  | -                                  | کشتهٔ خویش (۱۳۵۷) | - |
| «بررسی‌های علمی در اطراف بقعهٔ امامزاده عبدالله شوشتر»                        | ۱۳۵۶                               | آگاهی‌نامه                                                          | ۱۹                                 | ۱۹                                 | - | [ ۵۵ ] |
| «یادی از ایران‌شناسی بزرگ و پرکار و گمنام»                                   | ۱۳۵۶                               | یادنامهٔ شادروان سپهبد فرج‌الله آق‌اولی                               | -                                  | -                                  | - | - |
| «سرگذشت تاریخی چهار جزیره در خلیج فارس»                                     | شهریور ۱۳۵۶                        | یغما                                                               | ۳۰                                 | ۶                                  | کشتهٔ خویش (۱۳۵۷) مطالعات خلیج فارس (زمستان ۱۳۹۵ و بهار ۱۳۹۶) | این مقاله در پنج بخش منتشر شده‌است.                                                                         |
| «سرگذشت تاریخی چهار جزیره در خلیج فارس»                                     | مهر ۱۳۵۶                           | یغما                                                               | ۳۰                                 | ۷                                  | کشتهٔ خویش (۱۳۵۷) مطالعات خلیج فارس (زمستان ۱۳۹۵ و بهار ۱۳۹۶) | این مقاله در پنج بخش منتشر شده‌است.                                                                         |
| «سرگذشت تاریخی چهار جزیره در خلیج فارس»                                     | آبان ۱۳۵۶                          | یغما                                                               | ۳۰                                 | ۸                                  | کشتهٔ خویش (۱۳۵۷) مطالعات خلیج فارس (زمستان ۱۳۹۵ و بهار ۱۳۹۶) | این مقاله در پنج بخش منتشر شده‌است.                                                                         |
| «سرگذشت تاریخی چهار جزیره در خلیج فارس»                                     | فروردین ۱۳۵۷                       | یغما                                                               | ۳۱                                 | ۱                                  | کشتهٔ خویش (۱۳۵۷) مطالعات خلیج فارس (زمستان ۱۳۹۵ و بهار ۱۳۹۶) | این مقاله در پنج بخش منتشر شده‌است.                                                                         |
| «سرگذشت تاریخی چهار جزیره در خلیج فارس»                                     | اردیبهشت ۱۳۵۷                      | یغما                                                               | ۳۱                                 | ۲                                  | کشتهٔ خویش (۱۳۵۷) مطالعات خلیج فارس (زمستان ۱۳۹۵ و بهار ۱۳۹۶) | این مقاله در پنج بخش منتشر شده‌است.                                                                         |
| «سنگ آسیا»                                                                  | ۱۳۵۷                               | کشتهٔ خویش                                                          | -                                  | -                                  | محیط ادب (۱۳۵۸) | - |
| «محاکمهٔ خلیج‌فارس‌نویسان»                                                     | ۱۳۵۷                               | کشتهٔ خویش                                                          | -                                  | -                                  | آینده (فروردین تا خرداد ۱۳۵۸) | - |
| «چهار واژه به جای مشرق و مغرب و شمال و جنوب»                                | تیر تا شهریور ۱۳۵۸                 | آینده                                                              | ۵                                  | ۴ تا ۶                             | - | - |
| «بحثی دربارهٔ زندگی مانی و پیام او»                                          | دی تا اسفند ۱۳۵۸                   | آینده                                                              | ۵                                  | ۱۰ تا ۱۲                           | - | - |
| «دربارهٔ آیندهٔ نشر کتاب در ایران»                                            | فروردین و اردیبهشت ۱۳۵۹            | آینده                                                              | ۶                                  | ۱ و ۲                              | - | - |
| «فرهنگ بستکی»                                                               | آذر تا اسفند ۱۳۵۹                  | آینده                                                              | ۶                                  | ۹ تا ۱۲                            | - | - |
| «ابیات محلی جهانگیریه»                                                      | آذر تا اسفند ۱۳۵۹                  | آینده                                                              | ۶                                  | ۹ تا ۱۲                            | ابیات محلی جهانگیریه (۱۳۶۲) | نقدی بر کتاب ابیات محلی جهانگیریه، نوشتهٔ علی‌اکبر بستکی در سال ۱۳۵۹.                                        |
| «سقراط زهرنوش»                                                              | بهمن ۱۳۵۹                          | فرخنده پیام: یادگارنامهٔ استاد دکتر غلامحسین یوسفی                  | -                                  | -                                  | - | - |
| «پنگ، پنگان، فنگام»                                                         | تیر ۱۳۶۰                           | آینده                                                              | ۷                                  | ۴                                  | - | - |
| «چند کتاب کم‌شناخته دربارهٔ جنوب»                                             | شهریور ۱۳۶۰                        | آینده                                                              | ۷                                  | ۶                                  | - | - |
| «دیوان شمس پُس ناصر و چند واژهٔ آن»                                           | خرداد و تیر ۱۳۶۱                   | آینده                                                              | ۸                                  | ۳ و ۴                              | - | - |
| «مطالعات لارستانی»                                                          | آبان ۱۳۶۱                          | آینده                                                              | ۸                                  | ۸                                  | - | - |
| «کتاب تجارت دریایی اقیانوس هند»                                             | آبان ۱۳۶۱                          | آینده                                                              | ۸                                  | ۸                                  | - | - |
| «قمشه»                                                                      | آذر ۱۳۶۱                           | آینده                                                              | ۸                                  | ۹                                  | - | - |
| «سیر و سفر با ناصرخسرو»                                                     | ۱۳۶۲                               | راه و بار                                                          | ن/م                                | ۱                                  | - | [ ۵۶ ] |
| «راه‌های ایران و جغرافیانویسان اسلامی»                                       | ۱۳۶۲ یا ۱۳۶۳                       | راه و بار                                                          | ن/م                                | ۱ یا ۴                             | - | [ ۵۷ ] [ ۵۸ ]                                                                                              |
| «کهگیلویه، بویراحمد»                                                        | فروردین ۱۳۶۳                       | آینده                                                              | ۱۰                                 | ۱                                  | - | - |
| «سلطه‌جویان و استعمارگران در خلیج فارس»                                      | دی و بهمن ۱۳۶۳                     | آینده                                                              | ۱۰                                 | ۱۰ و ۱۱                            | - | - |
| «بندرها و راه‌های دریایی ایران در تجارت اقیانوس هند»                         | ۱۳۶۳                               | راه و بار                                                          | ن/م                                | ۲                                  | - | [ ۵۹ ] |
| «راه مروارید»                                                               | ۱۳۶۳                               | راه و بار                                                          | ن/م                                | ۲                                  | - | [ ۶۰ ] |
| «راه ادویه»                                                                 | ۱۳۶۳                               | راه و بار                                                          | ن/م                                | ۳                                  | - | [ ۶۱ ] |
| «شوفر و اتومبیل در شعر عاشقانه»                                             | ۱۳۶۳                               | راه و بار                                                          | ن/م                                | ۳                                  | - | [ ۶۲ ] |
| «بخشی از راه بندرعباس - شیراز در دوران صفوی»                                | ۱۳۶۳                               | راه و بار                                                          | ن/م                                | ۵                                  | - | [ ۶۳ ] |
| «نقوش پیش از تاریخ بر تخته‌سنگ‌های قلهٔ پیرزن کلوم امامه»                      | ۱۳۶۳                               | روستای امامه و انیس‌الدوله                                          | -                                  | -                                  | - | عنوان اصلی این مقاله «روستای امامه و دژ ساسانی - اسماعیلی آن» است که در کتاب چاپ‌نشدهٔ هنگام درو درج شده‌است. |
| «سفری همراه با کالبد استاد سخن فارسی، حبیب یغمایی»                          | ۱۳۶۳                               | راه و بار                                                          | ن/م                                | ن/م                                | یغما، یادنامهٔ حبیب یغمایی (۱۳۷۰) کاروان عمر (۱۳۷۲) | - |
| «چند مأخذ برای تاریخ و جغرافیای ایران»                                      | فروردین تا خرداد ۱۳۶۴              | آینده                                                              | ۱۱                                 | ۱ تا ۳                             | - | - |
| «گیتانجالی و زندگی‌نامهٔ رابیندرانات تاگور و معرفی آثار او»                   | آبان ۱۳۶۴                          | آینده                                                              | ۱۱                                 | ۸                                  | - | - |
| «مشوش‌نامه»                                                                  | آذر ۱۳۶۴                           | ناموارهٔ دکتر محمود افشار                                           | جلد ۱                              | جلد ۱                              | - | - |
| «نقشهٔ گردونهٔ مهر در مسجد و زیارتگاه‌های اصفهان و دامغان»                     | ۱۳۶۴                               | راه و بار                                                          | ن/م                                | ۶                                  | - | [ ۶۵ ] |
| «راهی که اسکندر در ایران پیمود»                                             | ۱۳۶۴                               | راه و بار                                                          | ن/م                                | ۶ یا ۷                             | - | [ ۶۶ ] [ ۶۷ ]                                                                                              |
| «عالم‌آرای نادری»                                                            | فروردین تا خرداد ۱۳۶۵              | آینده                                                              | ۱۲                                 | ۱ تا ۳                             | - | - |
| «سفرنامهٔ دن گارسیا د سیلوا فیگوئروا»                                        | مهر و آبان ۱۳۶۵                    | آینده                                                              | ۱۲                                 | ۷ و ۸                              | - | - |
| «دو کتاب دربارهٔ مثنوی»                                                      | فروردین تا خرداد ۱۳۶۶              | آینده                                                              | ۱۳                                 | ۱ تا ۳                             | - | - |
| «نمونه‌های نخستین انسان و نخستین شهریار در تاریخ افسانه‌ای ایران»             | آبان تا اسفند ۱۳۶۶                 | آینده                                                              | ۱۳                                 | ۸ تا ۱۲                            | - | - |
| «منابع کتاب‌شناسی دربارهٔ خلیج فارس و سرزمین‌های پیرامون آن»                   | ۱۳۶۶                               | کتاب‌نمای ایران: مجموعهٔ مقالات                                      | -                                  | -                                  | - | - |
| «چشترکو»                                                                    | زمستان ۱۳۶۸                        | فرهنگ ایران‌زمین                                                    | ۱                                  | ۲۸                                 | زبان لارستانی (۱۳۸۴) | - |
| «سفرنامهٔ بنادر و جزایر خلیج فارس»                                           | آذر تا اسفند ۱۳۶۹                  | آینده                                                              | ۱۶                                 | ۹ تا ۱۲                            | - | - |
| «شناسایی آبادی‌های فارس در فردوس‌المرشدیه»                                    | ۱۳۶۹                               | هفتاد مقاله: ارمغان فرهنگی به دکتر غلامحسین صدیقی                  | جلد ۱                              | جلد ۱                              | - | - |
| «سه کتاب دربارهٔ تالش و تات»                                                 | فروردین تا تیر ۱۳۷۰                | آینده                                                              | ۱۷                                 | ۱ تا ۴                             | - | - |
| «سوداهای کاذب، رؤیاهای باطل، نوشته‌های دروغ و مجعولات عربی دربارهٔ خلیج فارس» | تیر ۱۳۷۰                           | کهکشان                                                             | ن/م                                | ن/م                                | - | [ ۶۸ ] |
| «کتاب جزیرهٔ قشم و خلیج فارس نوربخش»                                         | تیر ۱۳۷۰                           | کهکشان                                                             | ن/م                                | ن/م                                | - | [ ۶۹ ] |
| «فم‌الاسد در شاهنامهٔ فردوسی»                                                 | ۱۳۷۰                               | یغما                                                               | ۳۲                                 | یادنامهٔ حبیب یغمایی                | - | - |
| «نشانی دیگر از «سه لغت کهنهٔ فارسی»»                                         | ۱۳۷۰                               | یکی قطره باران: جشن‌نامهٔ استاد دکتر عباس زریاب خویی                 | -                                  | -                                  | زبان لارستانی (۱۳۸۴) | - |
| «سفر پیادهٔ سمنان به هزارجریب»                                               | بهار ۱۳۷۱                          | ویژه‌نامهٔ سفر                                                       | ن/م                                | ۳                                  | - | [ ۷۰ ] |
| «گلگشت در شعر و اندیشهٔ حافظ»                                                | فروردین تا شهریور ۱۳۷۱             | آینده                                                              | ۱۸                                 | ۱ تا ۶                             | - | - |
| «دو بیت شعر به لهجهٔ اوزی»                                                   | ۱۳۷۱                               | لارستان کهن و فرهنگ لارستانی                                       | -                                  | -                                  | زبان لارستانی (۱۳۸۴) | - |
| «طربال، کربال، هنگ‌بال»                                                      | ۱۳۷۲                               | مرز پرگهر: نامگانی استاد علی سامی                                  | جلد ۲                              | جلد ۲                              | - | - |
| «شائور فارسی و شااور سومری»                                                 | ۱۳۷۶                               | سخنواره: پنجاه و پنج گفتار پژوهشی به یاد دکتر پرویز ناتل خانلری    | -                                  | -                                  | - | - |
| «بلوچستان در سال‌های ۱۳۰۷ تا ۱۳۱۷»                                           | ۱۳۷۷                               | ناموارهٔ دکتر محمود افشار                                           | جلد ۱۰                             | جلد ۱۰                             | - | - |
| «یکی قطره باران...!»                                                        | بهار ۱۳۸۰                          | فارس‌شناخت                                                          | ۱                                  | ۵                                  | - | - |
| ««ستوده» و آثار ستوده‌اش»                                                    | تابستان ۱۳۸۰                       | ایران‌شناسی                                                         | ۱۳                                 | ۲                                  | - | - |
| «کتاب مرصاد الاطباء تألیف مشرف‌الدین بن شاه‌حسین بیرمی لاری»                  | تابستان ۱۳۸۱                       | آینهٔ میراث                                                         | ۵                                  | ۱                                  | - | - |
| «نگاهی بر اسناد حاکمیت ایران بر جزایر تنب بزرگ، تنب کوچک و ابوموسی»         | بهار ۱۳۸۴                          | تاریخ روابط خارجی                                                  | پیاپی ۲۲                           | پیاپی ۲۲                           | - | - |
| «مرده‌ریگِ مرده‌شهر، سیراف کهن، بندر طاهری»                                    | پاییز ۱۳۸۴                         | مجموعه مقالات کنگرهٔ بین‌المللی سیراف                                | جلد ۱                              | جلد ۱                              | - | - |
| «موطن مؤلف اشکال‌الاقالیم»                                                   | ۱۳۸۴                               | پژوهش‌های ایران‌شناسی: ناموارهٔ دکتر محمود افشار                      | جلد ۱۵                             | جلد ۱۵                             | - | - |
| «گابندی درست است، نه گاوبندی و نه کلمات دیگر»                               | آذر ۱۳۸۶                           | صحبت نو (ویژهٔ گراش)                                                | ۱                                  | ۱۲                                 | - | - |
| «مراسم تعزیه، کتل‌گردانی، روضه‌خوانی»                                         | بهمن ۱۳۸۶                          | صحبت نو (ویژهٔ گراش)                                                | ۱                                  | ۱۴                                 | - | اقتداری این مقاله را بدون ذکر نام نویسنده منتشر کرده‌است.                                                   |
| ن/م                                                                         | ۱۳۸۶                               | خلیج فارس در نگاه ایرانیان                                         | -                                  | -                                  | - | [ ۷۲ ] |
| «مرصاد الطب، کتابی از فرق سر تا نوک انگشت پا»                               | اردیبهشت ۱۳۸۷                      | صحبت نو (ویژهٔ گراش)                                                | ۱                                  | ۱۸                                 | - | - |
| «گناه نابخشودنی، جدایی بحرین از ایران»                                      | مهر و آبان ۱۳۸۷                    | بخارا                                                              | ۱                                  | ۶۷                                 | - | - |
| «شیرازی‌های دریانورد در شرق آفریقا»                                          | فروردین ۱۳۸۸                       | بندر و دریا                                                        | پیاپی ۱۵۷                          | پیاپی ۱۵۷                          | - | - |
| «سرانجام آشوب طوفان نشست»                                                   | مهر و دی ۱۳۸۸                      | بخارا                                                              | ۱                                  | ۷۲ و ۷۳                            | - | - |
| «خلیج فارس»                                                                 | فروردین و اردیبهشت ۱۳۸۹            | جهان کتاب                                                          | ۱۵                                 | ۱ و ۲                              | - | - |
| «اسکندر در آرزوی فتح خلیج فارس»                                             | مرداد ۱۳۸۹                         | بندر و دریا                                                        | پیاپی ۱۷۲                          | پیاپی ۱۷۲                          | - | - |
| «دانش جغرافیای دریایی فردوسی درست است»                                      | ۱۳۸۹                               | پژوهش‌های ایران‌شناسی: ناموارهٔ دکتر محمود افشار                      | جلد ۲۰                             | جلد ۲۰                             | روزنامهٔ اطلاعات (بخش اول: ۱ بهمن ۱۳۹۳ - بخش دوم: ۸ بهمن ۱۳۹۳) | - |
| «هرکجا بود گلی رفت به تاراج خزان»                                           | فروردین و اردیبهشت ۱۳۹۰            | گزارش میراث                                                        | ۲                                  | ۴۴                                 | - | - |
| «ایرج افشار و ادب و فرهنگ ایرانی و زبان فارسی»                              | خرداد و تیر ۱۳۹۰                   | بخارا                                                              | ۱                                  | ۸۱                                 | - | - |
| «ریشهٔ اعلام جغرافیایی خلیج فارس و دریای عمان بر اساس فقه‌اللغة ایرانی»       | ۱۳۹۱                               | خلیج فارس: مجموعه مقالات نخستین همایش طرح تدوین دانشنامهٔ خلیج فارس | -                                  | -                                  | مطالعات خلیج فارس (تابستان ۱۳۹۷) | ارائه در نخستین همایش طرح تدوین دانشنامهٔ خلیج فارس، شهریور ۱۳۸۸.                                           |
| «چرا ایرانیان از تازیان شکست خوردند؟»                                       | ۱۳۹۲                               | یادگارنامهٔ دکتر محمد محمدی ملایری                                  | -                                  | -                                  | - | - |
| «یاد یار مهربان آید همی»                                                    | ۱۳۹۳                               | از پاریز تا پردیس                                                  | -                                  | -                                  | - | - |
| «کتاب «چرا ایرانیان شیعه شدند»»                                             | ۱۳۹۳                               | سایهٔ سرو: مقالاتی در بزرگداشت استاد احمد مهدوی دامغانی             | -                                  | -                                  | - | - |
| «نکته‌های تازه‌یاب ریاحی دربارهٔ حافظ»                                         | پاییز ۱۳۹۵                         | سفینهٔ تبریز                                                        | ۱                                  | ۱                                  | - | - |
| «رفراندوم دروغین برای جداسازی بحرین از ایران»                               | ۱۳۹۶                               | قلمیاران پویااندیش                                                 | ۱                                  | ۱                                  | مطالعات خلیج فارس (زمستان ۱۳۹۵ و بهار ۱۳۹۶) | این مقاله، مقدمهٔ کتاب چاپ‌نشده‌ای با عنوان جدایی بحرین از ایران است.                                         |
| «تخصص بالاتر از تعهد»                                                       | ن/م                                | شانه بر موی سپید (؟)                                               | ن/م                                | ن/م                                | - | [ ۷۳ ] |
| «واژه‌ای از مرموزات اسدی»                                                    | ن/م                                | ن/م                                                                | ن/م                                | ن/م                                | - | [ ۷۴ ] |
| «خدا بیامرزی»                                                               | ن/م                                | آینده                                                              | ن/م                                | ن/م                                | - | [ ۷۵ ] |
| «منشأ تاریخی اصطلاح کلاه‌گزاری»                                              | ن/م                                | آینده (؟)                                                          | ن/م                                | ن/م                                | - | [ ۷۶ ] |
| «چرا مشروطیت پا نگرفت؟»                                                     | ن/م                                | آینده (؟)                                                          | ن/م                                | ن/م                                | - | [ ۷۷ ] |
| «گشت و گذار در کوهستان‌های شمال شرق تهران»                                   | ن/م                                | سفر (؟)                                                            | ن/م                                | ن/م                                | - | [ ۷۸ ] |
| «کریم‌خان زند و خلیج فارس»                                                   | ن/م                                | راهنمای کتاب                                                       | ن/م                                | ن/م                                | - | [ ۷۹ ] |
| «واقعیت‌های تاریخی میرمهنا»                                                  | ن/م                                | نسیم جنوب                                                          | ن/م                                | ن/م                                | - | - |

#### مقاله‌های چاپ‌نشده
احمد اقتداری در کاروان عمر، مقاله‌هایی را فهرست کرده که هنوز چاپ نشده‌اند. او بسیاری از آن‌ها ذیل عنوان صد مقالهٔ دست‌نویس احمد اقتداری برشمرده‌است. این مقاله‌ها عبارت‌اند از:
- «آتشکدهٔ کاریان»
- «آذرفرآوا، نام دیگر آذرفرنبغ»
- «آیا واژهٔ «لولی» را با درخت انجیر هندی «لیل» نسبتی است؟»
- «انزان و انشان»
- «اوشان و کوسان، آبشار و کوهسار»
- «ایران‌پرستی فردوسی و فردوسی‌پرستی فلسفی»
- «ایراهستان و کران»
- «باذرنگ، باذرنگیان»
- «ترانهٔ «هی گل، هی گل» در لهجهٔ مردم ماهشهر»
- «جای گور آریوبرزن سردار هخامنشی و مدافع دربند پارس»
- «داسه و پایه، دو واژه به جای رعد و برق»
- «دورانتاش، دورا اوروپوس، دور الراسبّی، دیر و دیّر»
- «دوش، دیشب، پریشب، پریدوش»
- «ده، پرد، پذهر، پذیر»
- «دیشموک»
- «دیل، دیلم، دیلمون»
- «ریشهٔ واژه‌های جغرافیایی «رأس مسندام» و «مسقط»»
- «ریواردشیر، شهر بندر ساسانی»
- «قلعهٔ اژدهاپیکر»
- «قلهٔ دئنا - کوه دیناران»
- «کُر، کوره، کارون، کوروش»
- «کیقباد و رستم، روایتی از شاهنامه به لهجهٔ لری آرندی»
- «گنو genow درست است نه guenas»
- «گوچئهر شاه بازرنگی»
- «لهجهٔ دیل و مارین»
- «ماندستان، رودموند، اومانه، عمان»
- «مثل‌ها و ترانه‌های کهگیلویه»
- «مضمون یک مثل‌اندرز لهجهٔ گراشی در ادب و عرفان شرقی، پندنامه‌های ساسانی، اندرزهای فلسفی افلاطون»
- «معنی پنج واژه‌های کهنه در اعلام جغرافیایی جنوب ایران»
- «نرنگ (Nerang)، یک واژهٔ لاری در یک متن صفوی»
- «نشانی از یک رمز حجاری چند هزار ساله، در کتاب فیه ما فیه مولانا جلال‌الدین محمد بلخی»
- «نظری به لهجهٔ لری کهگیلویه و بویراحمدی»
- «نقش حروف «پ» و «ز» در لهجه‌های جنوب ایران»
- «نکته‌ای دربارهٔ موطن مؤلف اشکال الاقالیم یا صور الاقالیم و توضیح چند واژه و عبارت کتاب جهان‌نامه محمد بن نجیب بکران»
- «نکته‌هایی دربارهٔ مقالهٔ «سیستم صرف افعال در سه لهجهٔ فارس»»
- «نهر اولای، ابولوگوس، آپولوگوس، نهر ابلّه، اولیوس»
- «واژه‌های پهلوی بازمانده در لهجه‌های جنوب ایران»
- «وه‌آمد کواذ (به‌کواد، به‌قباد) شهر ساسانی بر کنار ارجان (بهبهان)»
- «یک بیت شیرازی»

#### ترجمه‌ها
| فهرست ترجمه‌های احمد اقتداری              | فهرست ترجمه‌های احمد اقتداری     | فهرست ترجمه‌های احمد اقتداری | فهرست ترجمه‌های احمد اقتداری  | فهرست ترجمه‌های احمد اقتداری | فهرست ترجمه‌های احمد اقتداری                                                                | فهرست ترجمه‌های احمد اقتداری | فهرست ترجمه‌های احمد اقتداری                   |
| عنوان فارسی                              | نویسنده                         | سال چاپ                     | محل چاپ                      | زبان اصلی                   | محل چاپ اصلی                                                                               | سال چاپ اصلی                | عنوان اصلی                                    |
| ---------------------------------------- | ------------------------------- | --------------------------- | ---------------------------- | --------------------------- | ------------------------------------------------------------------------------------------ | --------------------------- | --------------------------------------------- |
| «لار و خنج»                              | ابن بطوطه                       | ۱۳۳۴                        | لارستان کهن                  | عربی                        | تحفة النظار في غرائب الأمصار وعجائب الأسفار                                                | ن/م                         | - «حکایة [فقراء مدینة لار]» - «ذکر سلطان لار» |
| «جویم»                                   | شارل باربیه دومنار              | ۱۳۳۴                        | لارستان کهن                  | فرانسوی                     | Dictionnaire géographique, historique et littéraire de la Perse et des contrées adjacentes | 1861                        | "Djouwaim"                                    |
| «لار»                                    | ولادیمیر مینورسکی               | ۱۳۳۴                        | لارستان کهن                  | فرانسوی                     | Encyclopaedia of Islam, First Edition                                                      | 1913-1936                   | "Lār"                                         |
| «لارین»                                  | جی. آلان                        | ۱۳۳۴                        | لارستان کهن                  | فرانسوی                     | Encyclopaedia of Islam, First Edition                                                      | 1913-1936                   | "Larin"                                       |
| «لار و لهجهٔ لاری»                        | الکساندر الکساندروویچ روماسکویچ | ۱۳۳۴                        | لارستان کهن                  | روسی                        | Iranskie jazyki                                                                            | 1945                        | "Lar i ego dialekt"                           |
| «مراجع مطالعاتی دربارهٔ لار در قرون وسطی» | ژان اوبن                        | ۱۳۷۱                        | لارستان کهن و فرهنگ لارستانی | فرانسوی                     | Journal asiatique                                                                          | 1955                        | "Références Pour Lār Médiévale"               |

#### مدخل‌نویسی در دانشنامه
| فهرست مدخل‌نویسی‌های احمد اقتداری | فهرست مدخل‌نویسی‌های احمد اقتداری | فهرست مدخل‌نویسی‌های احمد اقتداری | فهرست مدخل‌نویسی‌های احمد اقتداری | فهرست مدخل‌نویسی‌های احمد اقتداری                                                                                          |
| عنوان مدخل                      | سال چاپ                         | عنوان کتاب                      | جلد                             | توضیحات |
| ------------------------------- | ------------------------------- | ------------------------------- | ------------------------------- | --- |
| «بهبهان»                        | ۱۳۶۶                            | شهرهای ایران                    | -                               | به کوشش محمدیوسف کیانی.                                                                                                  |
| «بهبهان»                        | دسامبر ۱۹۸۹                     | دانشنامهٔ ایرانیکا               | ۴                               | - |
| «بحرین»                         | ۱۳۸۱                            | دائرة‌المعارف بزرگ اسلامی        | ۱۱                              | این مدخل با همکاری سید صادق سجادی، علی بهرامیان، احمد پاکتچی، فاطمه لاجوردی، محمدباقر وثوقی و احمد اقتداری نوشته شده‌است. |
| «سدیدالسلطنه»                   | ۱۳۹۶                            | دانشنامهٔ جهان اسلام             | ۲۳                              | - |

#### مقدمه‌نویسی بر کتاب
| فهرست مقدمه‌نویسی‌های احمد اقتداری     | فهرست مقدمه‌نویسی‌های احمد اقتداری | فهرست مقدمه‌نویسی‌های احمد اقتداری | فهرست مقدمه‌نویسی‌های احمد اقتداری | فهرست مقدمه‌نویسی‌های احمد اقتداری |
| عنوان کتاب                           | سال چاپ                          | نویسنده                          | ناشر                             | شابک                             |
| ------------------------------------ | -------------------------------- | -------------------------------- | -------------------------------- | -------------------------------- |
| بندر کنگ: شهر دریانوردان و کشتی‌سازان | ۱۳۵۸                             | حسین نوربخش                      | ابن سینا                         | -                                |
| جزیرهٔ قشم و خلیج فارس                | ۱۳۶۹                             | حسین نوربخش                      | امیرکبیر                         | -                                |
| انار و بادگیر                        | ۱۳۷۳                             | صادق رحمانی                      | همسایه                           | شابک ‎۹۶۴-۶۱۹۹-۱۵-۱               |
| بستک و جهانگیریه                     | ۱۳۷۳                             | مصطفی‌قلی عباسی                   | جهان معاصر                       | -                                |
| محیا، دُرّ دریای پارس                  | ۱۳۸۲                             | احمد حبیبی                       | همسایه                           | شابک ‎۹۶۴-۶۱۹۹-۹۵-X               |

### گفتگوها
| فهرست گفتگوهای احمد اقتداری                    | فهرست گفتگوهای احمد اقتداری | فهرست گفتگوهای احمد اقتداری | فهرست گفتگوهای احمد اقتداری | فهرست گفتگوهای احمد اقتداری | فهرست گفتگوهای احمد اقتداری | فهرست گفتگوهای احمد اقتداری                                                                      |
| عنوان چاپی                                     | سال چاپ                     | مصاحبه‌کننده                 | محل چاپ                     | شماره                       | شماره                       | توضیحات                                                                                          |
| عنوان چاپی                                     | سال چاپ                     | مصاحبه‌کننده                 | محل چاپ                     | د                           | ش                           | توضیحات                                                                                          |
| ---------------------------------------------- | --------------------------- | --------------------------- | --------------------------- | --------------------------- | --------------------------- | ------------------------------------------------------------------------------------------------ |
| «دو سؤال از دکتر احمد اقتداری»                 | آبان ۱۳۸۶                   | -                           | صحبت نو ویژهٔ گراش           | ۱                           | ۱۱                          | -                                                                                                |
| «چرا لاری‌ها و گراشی‌ها با هم اختلاف نظر دارند؟» | ۱۳۸۷ (؟)                    | -                           | ن/م                         | ن/م                         | ن/م                         | -                                                                                                |
| «فرانکلین با صنعتی‌زاده به پایان رسید»          | شهریور ۱۳۹۳                 | علی صدر                     | مهرنامه                     | پیاپی ۳۷                    | پیاپی ۳۷                    | -                                                                                                |
| «این را من نوشتم و اگر مُردم و چاپ نشد…»        | فروردین ۱۳۹۵                | -                           | هیمه                        | ۱                           | ۲                           | -                                                                                                |
| «ایرانی باید در ایران بماند»                   | اردیبهشت ۱۳۹۵               | حمیدرضا محمدی               | ایران                       | ۶۲۰۷                        | ۶۲۰۷                        | -                                                                                                |
| «خلیج فارس، دریای داخلی ایران»                 | زمستان ۱۳۹۵ و بهار ۱۳۹۶     | مریم صفایی                  | مطالعات خلیج فارس           | ۲                           | ۴                           | -                                                                                                |
| «خلیج فارس، دریای داخلی ایران»                 | تابستان ۱۳۹۶                | مریم صفایی                  | مطالعات خلیج فارس           | ۳                           | ۱                           | -                                                                                                |
| «خلیج فارس، خلیج فارس است و بس!»               | مرداد ۱۳۹۷                  | -                           | بندر و دریا                 | پیاپی ۲۵۶                   | پیاپی ۲۵۶                   | -                                                                                                |
| «علی‌اصغر حکمت؛ ایران‌دوست و ایران‌پرست»          | آذر و دی ۱۳۹۷               | مجید دهقانی                 | بخارا                       | ۱                           | ۱۲۸                         | این گفتگو در ۲۶ آذر ۱۳۹۳ و در محل کتابخانهٔ خلیج فارس مرکز دائرةالمعارف بزرگ اسلامی انجام شده‌است. |

### متن سخنرانی‌ها
| فهرست سخنرانی‌های احمد اقتداری                                                | فهرست سخنرانی‌های احمد اقتداری | فهرست سخنرانی‌های احمد اقتداری       | فهرست سخنرانی‌های احمد اقتداری | فهرست سخنرانی‌های احمد اقتداری | فهرست سخنرانی‌های احمد اقتداری | فهرست سخنرانی‌های احمد اقتداری         | فهرست سخنرانی‌های احمد اقتداری | فهرست سخنرانی‌های احمد اقتداری |
| عنوان                                                                        | تاریخ چاپ                     | محل چاپ                             | شماره/جلد                     | شماره/جلد                     | تاریخ ایراد                   | محل ایراد                             | توضیحات | منبع |
| عنوان                                                                        | تاریخ چاپ                     | محل چاپ                             | د                             | ش                             | تاریخ ایراد                   | محل ایراد                             | توضیحات | منبع |
| ---------------------------------------------------------------------------- | ----------------------------- | ----------------------------------- | ----------------------------- | ----------------------------- | ----------------------------- | ------------------------------------- | --- | --- |
| «واژه‌ای به جای جزر و مد»                                                     | ۱۳۵۴                          | فرهنگ ایران‌زمین                     | ۱                             | ۲۱                            | ۵ شهریور ۱۳۵۴                 | دانشگاه آذرابادگان، تبریز             | سخنرانی در ششمین کنگرهٔ تحقیقات ایرانی. بازنشر در مجموعه سخنرانی‌های ششمین کنگرهٔ تحقیقات ایرانی، جلد ۱ (اسفند ۱۳۵۵)، کشتهٔ خویش (۱۳۵۷)، لارستان کهن و فرهنگ لارستانی (۱۳۷۱)، زبان لارستانی (۱۳۸۴). | سخنرانی در ششمین کنگرهٔ تحقیقات ایرانی. بازنشر در مجموعه سخنرانی‌های ششمین کنگرهٔ تحقیقات ایرانی، جلد ۱ (اسفند ۱۳۵۵)، کشتهٔ خویش (۱۳۵۷)، لارستان کهن و فرهنگ لارستانی (۱۳۷۱)، زبان لارستانی (۱۳۸۴). |
| «مینوی و صلح و دوستی»                                                        | زمستان ۱۳۵۶                   | پانزده گفتار دربارهٔ مجتبی مینوی     | -                             | -                             | اردیبهشت ۱۳۵۶                 | دانشگاه تهران                         | متن سخنرانی اقتداری در مراسم یادبود نخستین سال درگذشت مجتبی مینوی. بازنشر در کشتهٔ خویش (۱۳۵۷).                                                                                                  | متن سخنرانی اقتداری در مراسم یادبود نخستین سال درگذشت مجتبی مینوی. بازنشر در کشتهٔ خویش (۱۳۵۷).                                                                                                  |
| «شاهنامه در جنوب ایران»                                                      | شهریور ۱۳۵۷                   | شاهنامه‌شناسی                        | جلد ۱                         | جلد ۱                         | ۲۳ آبان ۱۳۵۶                  | تالار گامبرون، بندرعباس               | سخنرانی در نخستین مجمع علمی بحث دربارهٔ شاهنامه. بازنشر در کشتهٔ خویش (۱۳۵۷). | سخنرانی در نخستین مجمع علمی بحث دربارهٔ شاهنامه. بازنشر در کشتهٔ خویش (۱۳۵۷). |
| «طاق‌های پیش و پس در بناهای تاریخی خوزستان»                                   | ۱۳۵۷                          | کشتهٔ خویش                           | -                             | -                             | ۳۱ مرداد ۱۳۵۵                 | دانشگاه ملی ایران، تهران              | سخنرانی در هفتمین کنگرهٔ تحقیقات ایرانی. بازنشر در مجلهٔ فرهنگ مردم (پاییز و زمستان ۱۳۸۱). | سخنرانی در هفتمین کنگرهٔ تحقیقات ایرانی. بازنشر در مجلهٔ فرهنگ مردم (پاییز و زمستان ۱۳۸۱). |
| -                                                                            | دی ۱۳۷۹                       | کتاب ماه تاریخ و جغرافیا            | ۴                             | ۳                             | ۱۹ آبان ۱۳۷۹                  | تالار حافظ، شیراز                     | سخنرانی در مراسم نکوداشت اقتداری. | سخنرانی در مراسم نکوداشت اقتداری. |
| «جستجوگری دقیق و دانشمند»                                                    | آذر و دی ۱۳۸۱                 | بخارا                               | ۱                             | ۲۷                            | ۹ بهمن ۱۳۸۱                   | دانشگاه آزاد اسلامی، بندرعباس         | متن سخنرانی در همایش سدیدالسلطنه و خلیج فارس. | متن سخنرانی در همایش سدیدالسلطنه و خلیج فارس. |
| «پارس و خلیج فارس، مرکز تمدن قدیم جهان بوده‌است»                              | بهار ۱۳۸۴                     | فارس‌شناخت                           | ۲                             | ۲                             | ۱۳۸۴                          | شیراز                                 | سخنرانی در کنگرهٔ فارس‌شناسی. بازنشر در چکیدهٔ مقالات کنگرهٔ بزرگ فارس‌شناسی (۱۳۸۴). | سخنرانی در کنگرهٔ فارس‌شناسی. بازنشر در چکیدهٔ مقالات کنگرهٔ بزرگ فارس‌شناسی (۱۳۸۴). |
| «خلیج فارس، گذشته، اکنون و آینده»                                            | مرداد و شهریور ۱۳۸۷           | بخارا                               | ۱                             | ۶۶                            | ۲۹ خرداد ۱۳۸۷                 | انتشارات فرزان روز، تهران             | بخش‌هایی از این سخنرانی در شماره‌های ۲۴، ۲۵، ۲۶، ۲۷، ۲۸ و ۲۹ ماهنامهٔ صحبت نو ویژهٔ گراش (آبان، آذر، دی و بهمن ۱۳۸۷) و نیز در روزنامهٔ اطلاعات (۲۳ مرداد ۱۳۹۷) بازنشر شده‌است.                        | بخش‌هایی از این سخنرانی در شماره‌های ۲۴، ۲۵، ۲۶، ۲۷، ۲۸ و ۲۹ ماهنامهٔ صحبت نو ویژهٔ گراش (آبان، آذر، دی و بهمن ۱۳۸۷) و نیز در روزنامهٔ اطلاعات (۲۳ مرداد ۱۳۹۷) بازنشر شده‌است.                        |
| «بهتر آن باشد که سر دلبران، گفته آید از زبان دیگران»                         | ۱۶ فروردین ۱۳۸۹               | وبلاگ شخصی احمد اقتداری             | -                             | -                             | ۱۳۸۶ (؟)                      | روستای کریشکی                         | - | - |
| «افشار و سفرنامهٔ «عهد حُسام»»                                                 | اسفند ۱۳۹۰                    | ضمیمهٔ گزارش میراث                   | ۱                             | ۱                             | ۹ خرداد ۱۳۹۰                  | تالار فردوسی، تهران                   | سخنرانی و معرفی کتاب عهد حُسام در مراسم بزرگداشت ایرج افشار با عنوان «ارج ایرج». | سخنرانی و معرفی کتاب عهد حُسام در مراسم بزرگداشت ایرج افشار با عنوان «ارج ایرج». |
| «شش سند مکتوب به زبان عربی دربارهٔ جزایر تنب کوچک و تنب بزرگ و جزیرهٔ ابوموسی» | ۲۷ اردیبهشت ۱۳۹۱              | وبگاه مرکز دائرة‌المعارف بزرگ اسلامی | -                             | -                             | ۱۰ اردیبهشت ۱۳۹۱              | بوشهر                                 | سخنرانی در همایش بین‌المللی روز خلیج فارس. | سخنرانی در همایش بین‌المللی روز خلیج فارس. |
| -                                                                            | ۱ مرداد ۱۳۹۱                  | وبگاه مرکز دائرة‌المعارف بزرگ اسلامی | -                             | -                             | ۱ مرداد ۱۳۹۱                  | مرکز دائرةالمعارف بزرگ اسلامی، تهران  | سخنرانی در مراسم تشییع پیکر محمدحسن گنجی. | سخنرانی در مراسم تشییع پیکر محمدحسن گنجی. |
| «کوهکن کوه کند تا جان داشت»                                                  | ۲۵ اردیبهشت ۱۳۹۲              | وبگاه مرکز دائرة‌المعارف بزرگ اسلامی | -                             | -                             | ۱۳۹۲                          | بنیاد موقوفات دکتر محمود افشار، تهران | سخنرانی در مراسم اهدای بیست‌ویکمین جایزهٔ ویژهٔ بنیاد موقوفات دکتر محمود افشار. | سخنرانی در مراسم اهدای بیست‌ویکمین جایزهٔ ویژهٔ بنیاد موقوفات دکتر محمود افشار. |
| «ایرج افشار نکونام بزیست و نکونام بمرد»                                      | ۲۸ اردیبهشت ۱۳۹۳              | وبگاه مرکز دائرة‌المعارف بزرگ اسلامی | -                             | -                             | ۲۸ اردیبهشت ۱۳۹۳              | مرکز دائرةالمعارف بزرگ اسلامی، تهران  | سخنرانی در حاشیهٔ مراسم رونمایی از تندیس ایرج افشار. | سخنرانی در حاشیهٔ مراسم رونمایی از تندیس ایرج افشار. |
| «پل‌بندهای ساسانی در دزفول و شوشتر»                                           | ن/م                           | ن/م                                 | ن/م                           | ن/م                           | ۱۴ شهریور ۱۳۵۱                | بنیاد فرهنگ ایران، تهران              | سخنرانی در سومین کنگرهٔ تحقیقات ایرانی. | [ ۸۳ ] |
| -                                                                            | ن/م                           | صحبت نو ویژهٔ گراش                   | ن/م                           | ن/م                           | مهر ۱۳۴۱                      | عمارت باشگاه افسران، تهران            | سخنرانی در نخستین سمینار خلیج فارس، در جواب به گفته‌های رومن گیرشمن. | سخنرانی در نخستین سمینار خلیج فارس، در جواب به گفته‌های رومن گیرشمن. |
| -                                                                            | ن/م                           | ن/م                                 | ن/م                           | ن/م                           | اسفند ۱۳۸۷                    | تالار وحدت، لار                       | سخنرانی در همایش بین‌المللی زبان و مردم‌شناسی لارستان. | سخنرانی در همایش بین‌المللی زبان و مردم‌شناسی لارستان. |
| -                                                                            | ن/م                           | ن/م                                 | ن/م                           | ن/م                           | ۱۲ تیر ۱۳۹۲                   | بنیاد موقوفات دکتر محمود افشار، تهران | سخنرانی در گرامیداشت یکصدمین سالگرد تولد منوچهر ستوده. | [ ۸۴ ] |
| -                                                                            | ن/م                           | ن/م                                 | ن/م                           | ن/م                           | ۳۰ بهمن ۱۳۹۳                  | کتاب‌فروشی آینده، تهران                | از سلسله‌جلسات «دیدار و گفتگو با استادان و بزرگان فرهنگ و ادب ایران». بخش‌هایی از این سخنرانی در شمارهٔ ۳۱۸۶ روزنامهٔ اعتماد (۲ اسفند ۱۳۹۳) به چاپ رسیده‌است.                                        | [ ۸۵ ] |

### نامه‌ها
| فهرست نامه‌های چاپ‌شدهٔ احمد اقتداری                               | فهرست نامه‌های چاپ‌شدهٔ احمد اقتداری | فهرست نامه‌های چاپ‌شدهٔ احمد اقتداری | فهرست نامه‌های چاپ‌شدهٔ احمد اقتداری | فهرست نامه‌های چاپ‌شدهٔ احمد اقتداری                    | فهرست نامه‌های چاپ‌شدهٔ احمد اقتداری | فهرست نامه‌های چاپ‌شدهٔ احمد اقتداری | فهرست نامه‌های چاپ‌شدهٔ احمد اقتداری | فهرست نامه‌های چاپ‌شدهٔ احمد اقتداری                                       | فهرست نامه‌های چاپ‌شدهٔ احمد اقتداری                                       |
| عنوان چاپی                                                      | تاریخ نگارش                       | گیرنده                            | تاریخ چاپ                         | محل چاپ                                              | شماره/جلد                         | شماره/جلد                         | صفحه                              | توضیحات                                                                 | منبع                                                                    |
| عنوان چاپی                                                      | تاریخ نگارش                       | گیرنده                            | تاریخ چاپ                         | محل چاپ                                              | د                                 | ش                                 | صفحه                              | توضیحات                                                                 | منبع                                                                    |
| --------------------------------------------------------------- | --------------------------------- | --------------------------------- | --------------------------------- | ---------------------------------------------------- | --------------------------------- | --------------------------------- | --------------------------------- | ----------------------------------------------------------------------- | ----------------------------------------------------------------------- |
| احوال مردم سواحل خلیج فارس در پنجاه سال پیش                     | ۱۲ بهمن ۱۳۲۷                      | علی‌اکبر سیاسی                     | ۱۳۷۲                              | کاروان عمر                                           | -                                 | -                                 | ۳۰-۳۳                             | -                                                                       | -                                                                       |
| نامه به مردم لارستان                                            | ۱۳۴۲ (؟)                          | مردم لارستان                      | ۱۳۷۲                              | کاروان عمر                                           | -                                 | -                                 | ۳۲۳                               | -                                                                       | -                                                                       |
| -                                                               | ۱۴ مهر ۱۳۵۸                       | هاینتس گاوبه                      | ۱۳۵۹                              | ارجان و کهگیلویه                                     | -                                 | -                                 | -                                 | -                                                                       | -                                                                       |
| دربارهٔ افشارهای کرمان                                           | ۱۳۵۹                              | ایرج افشار                        | خرداد و تیر ۱۳۵۹                  | آینده                                                | ۶                                 | ۳ و ۴                             | ۳۱۳                               | -                                                                       | -                                                                       |
| و باز هم «پرزیوان»                                              | ۱۳۶۱                              | ایرج افشار                        | اسفند ۱۳۶۱                        | آینده                                                | ۸                                 | ۱۲                                | ۹۴۴                               | -                                                                       | -                                                                       |
| سرنوشت متن‌های کهنهٔ ایرانی                                       | ۱۳۶۳                              | ایرج افشار                        | تیر و مرداد ۱۳۶۳                  | آینده                                                | ۱۰                                | ۴ و ۵                             | ۳۸۳-۳۸۵                           | -                                                                       | -                                                                       |
| ایرانیان در خارج از ایران؛ یک ایرانی در خارج به چه می‌اندیشد؟    | ۲۸ بهمن ۱۳۶۵                      | ایرج نبوی                         | شهریور ۱۳۶۶                       | راه و بار                                            | ۱                                 | ۷                                 | ن/م                               | بازنشر در کاروان عمر (۱۳۷۲).                                            | [ ۸۶ ]                                                                  |
| -                                                               | بهمن ۱۳۶۸                         | سرگشاده                           | ۱۳۷۰                              | تاریخ مسقط و عمان، بحرین و قطر و روابط آن‌ها با ایران | -                                 | -                                 | ۵۲۵-۵۵۳                           | دربارهٔ کتاب التنافس الدولي في الخليج العربي نوشتهٔ مصطفی عقیل الخطیب.    | [ ۸۷ ]                                                                  |
| کشته‌شدن عبدالحسین هژیر                                          | ۱۳۷۰ (؟)                          | -                                 | فروردین تا تیر ۱۳۷۰               | آینده                                                | ۱۷                                | ۱ تا ۴                            | ۲۰۰-۲۰۲                           | -                                                                       | -                                                                       |
| کنج و کو                                                        | ۱۳۷۳                              | نشریهٔ همساده                      | تابستان ۱۳۷۳                      | همساده                                               | ۱                                 | ۱۰                                | ۴                                 | -                                                                       | -                                                                       |
| خلیج فارس و عرب‌ها                                               | ۱۴ مهر ۱۳۸۲                       | نصرالله پورجوادی                  | پاییز ۱۳۸۲                        | نشر دانش                                             | ۲۰                                | ۳                                 | ۸۶-۸۷                             | -                                                                       | -                                                                       |
| دوبیتی‌سرایی گمنام                                               | ۲۱ اسفند ۱۳۸۳                     | صادق رحمانی                       | تیر ۱۳۸۶                          | هیمه پیوست‌نامهٔ صحبت نو ویژهٔ گراش                     | ۱                                 | ۱ پیوست‌نامهٔ شمارهٔ ۷ صحبت نو       | ۲                                 | نقدی بر دوبیتی‌های مهجور فداغی.                                          | نقدی بر دوبیتی‌های مهجور فداغی.                                          |
| فتحعلی‌خان حاکم فارس نبوده‌است                                    | ۲۴ تیر ۱۳۸۵                       | کوروش کمالی سروستانی              | دی ۱۳۸۵                           | صحبت نو ویژهٔ گراش                                    | ۱                                 | ۱                                 | ۵                                 | نقدی بر کتاب دانشنامهٔ آثار تاریخی فارس (۱۳۸۴).                          | نقدی بر کتاب دانشنامهٔ آثار تاریخی فارس (۱۳۸۴).                          |
| -                                                               | ۲۴ مرداد ۱۳۸۵                     | میثم کرمی                         | ۱۳۹۲                              | مروارید خلیج فارس                                    | -                                 | -                                 | ۱۱                                | نامهٔ سپاس‌گزاری جهت انتشار کتاب مروارید خلیج فارس و تقدیم آن به اقتداری. | نامهٔ سپاس‌گزاری جهت انتشار کتاب مروارید خلیج فارس و تقدیم آن به اقتداری. |
| سرودی در سرزمین آفتاب                                           | شهریور ۱۳۸۶                       | صادق رحمانی                       | آذر ۱۳۸۷                          | هیمه پیوست‌نامهٔ صحبت نو ویژهٔ گراش                     | ۱                                 | ۶ پیوست‌نامهٔ شمارهٔ ۲۵ صحبت نو      | ۲                                 | -                                                                       | -                                                                       |
| از گریش تا تجریش                                                | ۱ آبان ۱۳۸۶                       | صادق رحمانی                       | دی ۱۳۸۶                           | هیمه پیوست‌نامهٔ صحبت نو ویژهٔ گراش                     | ۱                                 | ۳ پیوست‌نامهٔ شمارهٔ ۱۳ صحبت نو      | ۳                                 | -                                                                       | -                                                                       |
| سرنوشت کتابخانهٔ دکتر اقتداری                                    | ۱۳۸۷ (؟)                          | صادق رحمانی                       | شهریور ۱۳۸۷                       | هیمه پیوست‌نامهٔ صحبت نو ویژهٔ گراش                     | ۱                                 | ۵ پیوست‌نامهٔ شمارهٔ ۲۲ صحبت نو      | ۳                                 | توضیح دربارهٔ دلایل عدم واگذاری کتابخانهٔ خود به گراش.                    | توضیح دربارهٔ دلایل عدم واگذاری کتابخانهٔ خود به گراش.                    |
| -                                                               | ۱۳۸۷                              | سید کاظم موسوی بجنوردی            | مهر و آبان ۱۳۸۷                   | بخارا                                                | ۱                                 | ۶۷                                | ۷                                 | دربارهٔ واگذاری کتابخانهٔ خود به مرکز دائرة‌المعارف بزرگ اسلامی.           | دربارهٔ واگذاری کتابخانهٔ خود به مرکز دائرة‌المعارف بزرگ اسلامی.           |
| سند واگذاری کتابخانهٔ خلیج فارس به مرکز دائرة‌المعارف بزرگ اسلامی | ۹ آذر ۱۳۸۷                        | مرکز دائرة‌المعارف بزرگ اسلامی     | ۱۰ اردیبهشت ۱۳۹۳                  | وبگاه مرکز دائرة‌المعارف بزرگ اسلامی                  | -                                 | -                                 | -                                 | -                                                                       | [ ۸۸ ]                                                                  |
| -                                                               | ۱۳۹۰                              | اکبر ایرانی                       | مرداد و شهریور ۱۳۹۰               | گزارش میراث                                          | ۲                                 | ۴۶                                | ۱۰۷-۱۰۸                           | -                                                                       | -                                                                       |
| نامه‌ای به دلسوختگان فرهنگی                                      | ن/م                               | سرگشاده                           | ۱۳۷۰                              | تاریخ مسقط و عمان، بحرین و قطر و روابط آن‌ها با ایران | -                                 | -                                 | ن/م                               | -                                                                       | [ ۸۹ ]                                                                  |
| -                                                               | ن/م                               | وزیر امور خارجهٔ ایران (؟)         | ن/م                               | ن/م                                                  | ن/م                               | ن/م                               | ن/م                               | نامه‌ای به وزیر امور خارجهٔ ایران و مدیر مجلهٔ سیاسی دربارهٔ خلیج فارس.     | [ ۹۰ ]                                                                  |
| -                                                               | ن/م                               | ن/م                               | ن/م                               | ن/م                                                  | ن/م                               | ن/م                               | ن/م                               | نامه‌ای دربارهٔ کتاب برگزیدهٔ اسناد مرزی ایران و عراق.                     | [ ۹۱ ]                                                                  |
| -                                                               | ن/م                               | ن/م                               | ن/م                               | ن/م                                                  | ن/م                               | ن/م                               | ن/م                               | نامه‌ای دربارهٔ کتاب برگزیدهٔ اسناد خلیج فارس.                             | [ ۹۲ ]                                                                  |

### شعرها
| فهرست اشعار احمد اقتداری            | فهرست اشعار احمد اقتداری | فهرست اشعار احمد اقتداری | فهرست اشعار احمد اقتداری | فهرست اشعار احمد اقتداری | فهرست اشعار احمد اقتداری                                                           |
| مطلع                                | قالب                     | سال چاپ                  | محل چاپ                  | صفحه                     | توضیحات                                                                            |
| ----------------------------------- | ------------------------ | ------------------------ | ------------------------ | ------------------------ | ---------------------------------------------------------------------------------- |
| «پنجاه سال کِشتم و بادم به دست ماند» | تک‌بیت                    | ۱۳۵۷                     | کِشتهٔ خویش                | سرآغاز                   | بازنشر در کاروان عمر (۱۳۷۲) به صورت «هفتاد سال کِشتم و...».                         |
| «از گردش روزگار آزرده منم»          | غزل                      | ۱۳۷۲                     | کاروان عمر               | ۵ و ۲۷۸                  | بازنشر در کتاب دُرّ دَری در کناره‌های خلیج فارس (۱۳۷۵) و مجلهٔ هوای بیداری (بهار ۱۳۹۷). |
| «بر آن مملکت زار باید گریست»        | تک‌بیت                    | ۱۳۷۲                     | کاروان عمر               | ۴۴                       | -                                                                                  |
| «هفتاد سال ماندم و عمرم دراز شد»    | غزل                      | ۱۳۷۲                     | کاروان عمر               | ۲۹۳                      | سرایش در سال ۱۳۶۸. بازنشر در کتاب دُرّ دَری در کناره‌های خلیج فارس (۱۳۷۵).             |

## توضیحات
1. ↑  این شابک مربوط به نسخهٔ منتشرشده توسط انجمن آثار و مفاخر فرهنگی در سال ۱۳۷۵ می‌باشد.
2. ↑  این شابک مربوط به نسخهٔ منتشرشده توسط انتشارات امیرکبیر می‌باشد.
3. ↑  اعلام الناس فی احوال بندرعباس
4. ↑  این شابک مربوط به نسخهٔ منتشرشده توسط انتشارات دنیای کتاب در سال ۱۳۹۵ می‌باشد.
5. ↑  Die südpersische Provinz Arragan / Kuh-Giluyeh von der arabischen Eroberung bis zur Safawidenzeit
6. ↑  التدقیق فی سیر الطریق
7. ↑  این شابک مربوط به نسخهٔ منتشرشده توسط بنیاد موقوفات دکتر محمود افشار می‌باشد.
8. ↑  مفاتیح الادب فی تواریخ العرب - شقایق النعمان فی احوال مسقط و عمان
9. ↑  A History of Persian Navigation
10. ↑  Hadi Hasan
11. ↑  این شابک مربوط به نسخهٔ منتشرشده توسط انتشارات امیرکبیر می‌باشد.
12. ↑  مغاص اللئالی و منار اللیالی
13. ↑  این شابک مربوط به نسخهٔ منتشرشده توسط انتشارات امیرکبیر می‌باشد.
14. ↑  الفوائد فی اصول علم البحر و القواعد
15. ↑  Arab Navigation in the Indian Ocean Before the Portuguese - G.R. Tibbetts
16. ↑  المناص فی احوال الغوص و الغواص
17. ↑  شامل مجموعه‌عکس‌های استان‌های جنوبی ایران.
18. ↑  عنوان: «نام خلیج فارس در متون و نقشه‌ها»
19. ↑  عنوان: «اصالت نام خلیج فارس به گواهی اسناد و مدارک ادبی، تاریخی و جغرافیایی»
20. ↑  عنوان: «نام خلیج فارس در متون و نقشه‌ها»
21. ↑  چاپ دوم
22. ↑  عنوان: «مفهوم سه واژهٔ لارستانی در قرآن مجید»
23. ↑  نقل از کتاب معجم‌البلدان نوشتهٔ یاقوت حموی.
24. ↑  J. Allan
25. ↑  Aleksandr Aleksandrovič Romaskevič
26. ↑  Jean Aubin
27. ↑  BEHBAHĀN
28. ↑  ENCYCLOPAEDIA IRANICA
29. ↑  مربوط به چاپ دوم در ۱۳۸۴
30. ↑  عنوان: «طاق‌های پیش و پس و بناهای تاریخی خوزستان»
31. ↑  عنوان: «خلیج فارس، گذشته، اکنون و آینده»
32. ↑  عنوان: «خلیج فارس یا خلیج‌العربی در گفتگو با وزیر امور خارجهٔ کویت»
33. ↑  عنوان: «فی اصل خلیج‌الفارسی»
34. ↑  عنوان: «اسلام حسابش با عرب جداست»
35. ↑  عنوان: «بازپس‌گیری جزایر ایرانی»
36. ↑  عنوان: «خلیج فارس، مرکز تمدن قدیم»
37. ↑  عنوان: «درسی از تاریخ»
38. ↑  ارسال به: علی‌اکبر ولایتی، عباس ملکی، جواد شیخ‌الاسلامی، احسان‌الله اشراقی، محمدتقی دانش‌پژوه، سید محمد محیط طباطبایی، سید جعفر شهیدی، عباس زریاب خویی، محمدامین ریاحی، ایرج افشار، سید محمود بروجردی، سید کاظم موسوی بجنوردی، نصرالله پورجوادی و احسان نراقی
39. ↑  عنوان: «به وطنم، ایران»